# Haïti
République d'Haïti
(ht) Rèpiblik dayiti
Haïti, en forme longue la république d'Haïti, (en créole haïtien : Ayiti, fason konplèks Rèpiblik dayiti ), est un État des Grandes Antilles, occupant le tiers occidental de l'île d'Hispaniola (soit 27 750 km2 environ), les deux tiers orientaux étant occupés par la République dominicaine. Sa capitale est Port-au-Prince et son point culminant est le pic la Selle (2 680 m d'altitude). Haïti est le seul territoire francophone indépendant des Caraïbes, dont il est également le pays le plus peuplé.
La défaite française lors de l'expédition de Saint-Domingue, au terme de la révolution haïtienne, est à l'origine de la création de la république d'Haïti, qui devient en 1804 la première république à majorité noire des temps modernes et le deuxième État indépendant d'Amérique après les États-Unis.
Haïti subit l'occupation militaire américaine à partir de 1915 mais retrouve son indépendance en 1934. Après avoir manqué la transition démocratique après la chute des Duvalier (François Duvalier, dit « Papa Doc », et son fils Jean-Claude Duvalier, dit « Baby Doc »), Haïti, surnommée « la Perle des Antilles » depuis l'époque coloniale, tente de s'organiser et de se reconstruire après le violent séisme du 12 janvier 2010,. Toutefois, le pays sombre progressivement dans le chaos et le président Jovenel Moïse est assassiné le 7 juillet 2021. Le Premier ministre Ariel Henry assure alors l'intérim jusqu'à sa démission, annoncée le 11 mars 2024, laissant le poste de chef de l'État vacant dans l'attente de la mise en place d'un Conseil présidentiel de transition. L'intérim du poste de Premier ministre est alors assuré par Michel Patrick Boisvert, ministre des Finances d'Ariel Henry. En parallèle, le pouvoir législatif disparaît également à partir du 13 janvier 2020 lorsque le mandat de la totalité des députés et de deux tiers des sénateurs prend fin. Les dix derniers sénateurs encore en fonction ont vu leur mandat s'achever début janvier 2023 sans être remplacés.
Haïti est membre observateur et invité permanent de l'Alliance bolivarienne pour les Amériques (ALBA) et est membre de l'Organisation des Nations unies (ONU), de l'Organisation internationale de la francophonie (OIF), de la Commission internationale du riz (CIR) et du G33.
Depuis le 10 novembre 2024, l’homme d’affaires et politicien haïtien Alix Didier Fils-Aimé a été nommé Premier ministre par le Conseil présidentiel de transition.

## Toponymie
Chez les Taïnos, Ayiti signifierait, selon les versions, « terre des hautes montagnes »,, ou « la montagne dans la mer », ou « âpre terre ».
Lorsque les flibustiers français — qui ont d'abord envahi l'île de la Tortue au nord — migrent vers la partie occidentale de l'île d'Hispaniola, ils francisent en Saint-Domingue le nom de Santo Domingo, qui est celui de la capitale de l'île fondée par les Espagnols au sud-est de celle-ci.
De 1630 à 1664, ce nom reste informel jusqu'à ce que Jean-Baptiste Colbert incorpore la « colonie de Saint-Domingue » à la Compagnie française des Indes occidentales. Le nom de Saint-Domingue sera confirmé par les traités de Ryswick (1697) et de Bâle (1795) pour désigner la partie occidentale qui, durant cette période coloniale française, est aussi surnommée la « perle des Antilles ».
Le 1er janvier 1804, en déclarant l'indépendance du pays, Jean-Jacques Dessalines lui redonne le nom taïno d'origine, « Haïti », en honneur à ce peuple amérindien.

## Histoire

### Peuplement amérindien, arrivée des Espagnols et établissement de la traite des Noirs

#### Peuplement amérindien

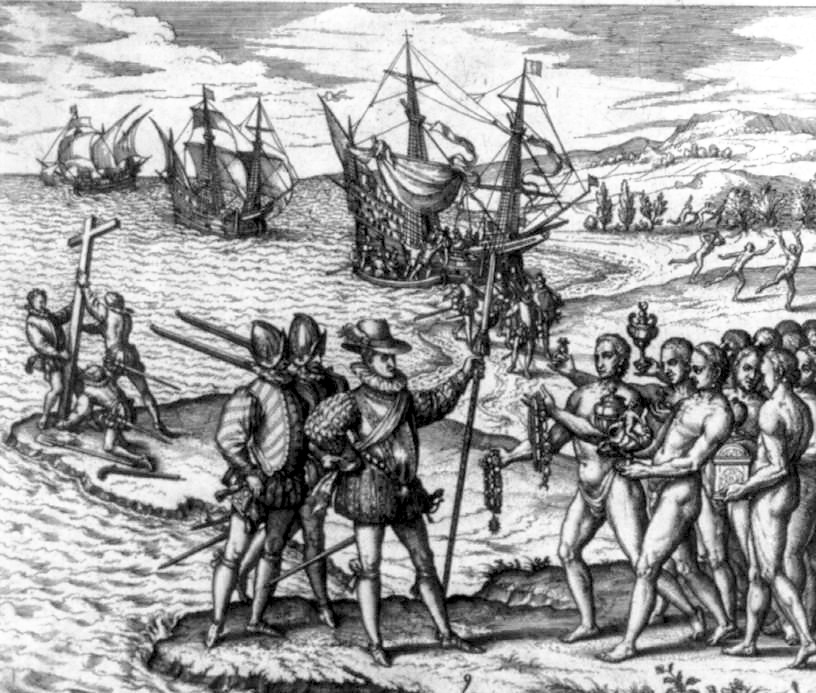
Une représentation de Christophe Colomb débarquant à Hispaniola en 1492. Scène réalisée en 1594.

Les peuples de culture arawak, kalinago et taïno occupent l'île avant l'arrivée des Espagnols. La présence des Taïnos est attestée par les fouilles archéologiques entreprises dans la grotte Marie-Jeanne, dans la commune de Port-à-Piment, située au sud du pays. Puis, débarquant le 5 décembre 1492, Christophe Colomb la nomme l'île Hispaniola, alors que les indigènes la nommaient de trois façons : Ayiti, Quisqueya et Bohio. On estime qu'environ 100 000 indigènes[citation nécessaire] peuplaient l'île d'Hispaniola à la fin du XVe siècle.

#### Arrivée des Espagnols et établissement de la traite des Noirs

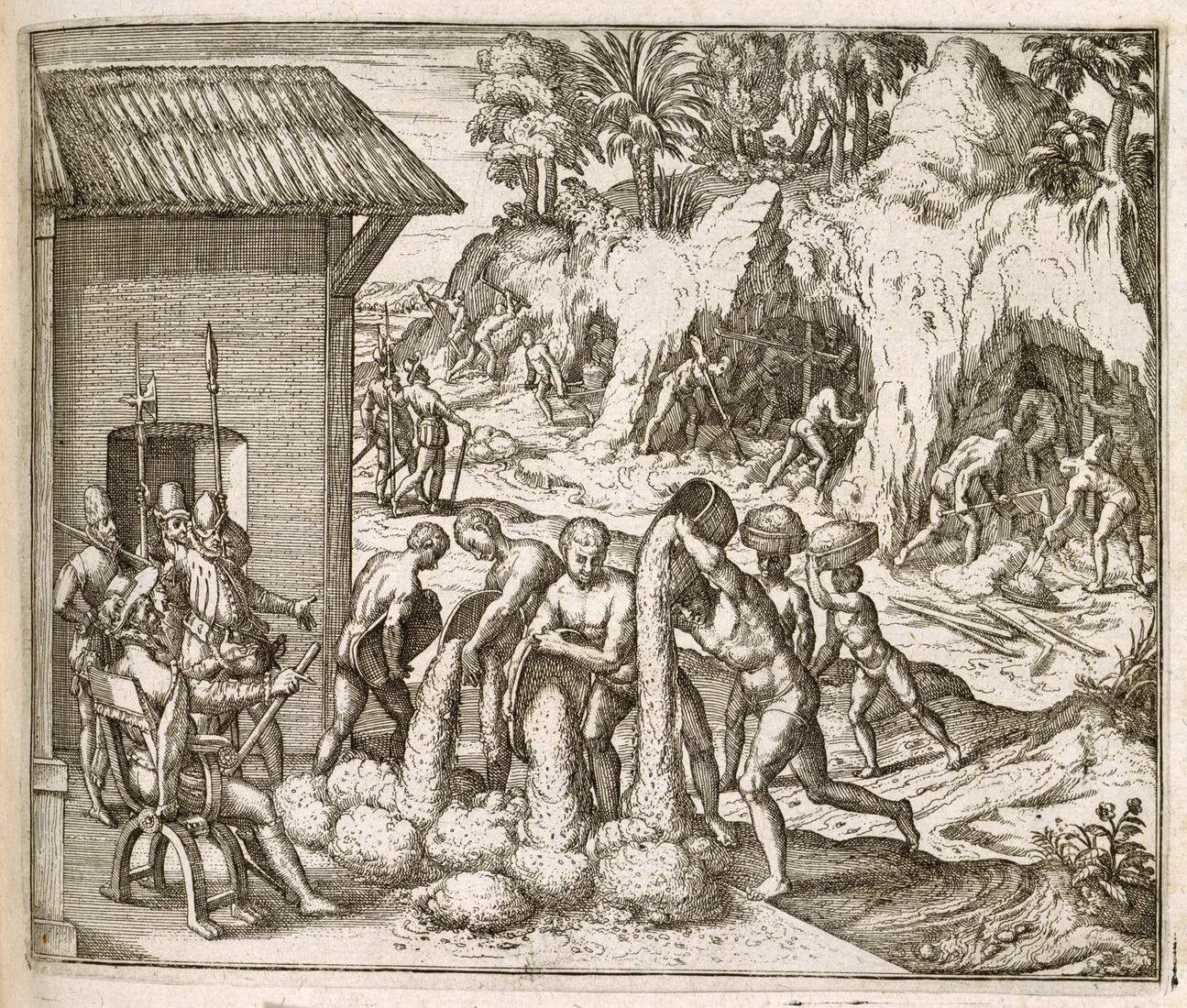
Esclaves originaires de Guinée travaillant dans une mine d'or et d'argent. Hispaniola, 1595.

Les Espagnols exploitent l'île pour son or. Les Amérindiens refusant de travailler dans les mines sont réduits en esclavage ou massacrés ; les rares personnes qui réussissent à s'échapper trouvent refuge dans les montagnes et sont marginalisées et fortement paupérisées. Les maladies infectieuses arrivées avec les Européens font des ravages. Les mauvais traitements, la dénutrition et la baisse de natalité font le reste : la population indigène est exterminée en quelques décennies.
Les Espagnols font alors venir d'Afrique des esclaves noirs déportés. En 1517, Charles Quint autorise la traite des esclaves, qu'il interdira dès la décennie suivante, mais sans succès, pas plus qu'ensuite le pape Paul III.

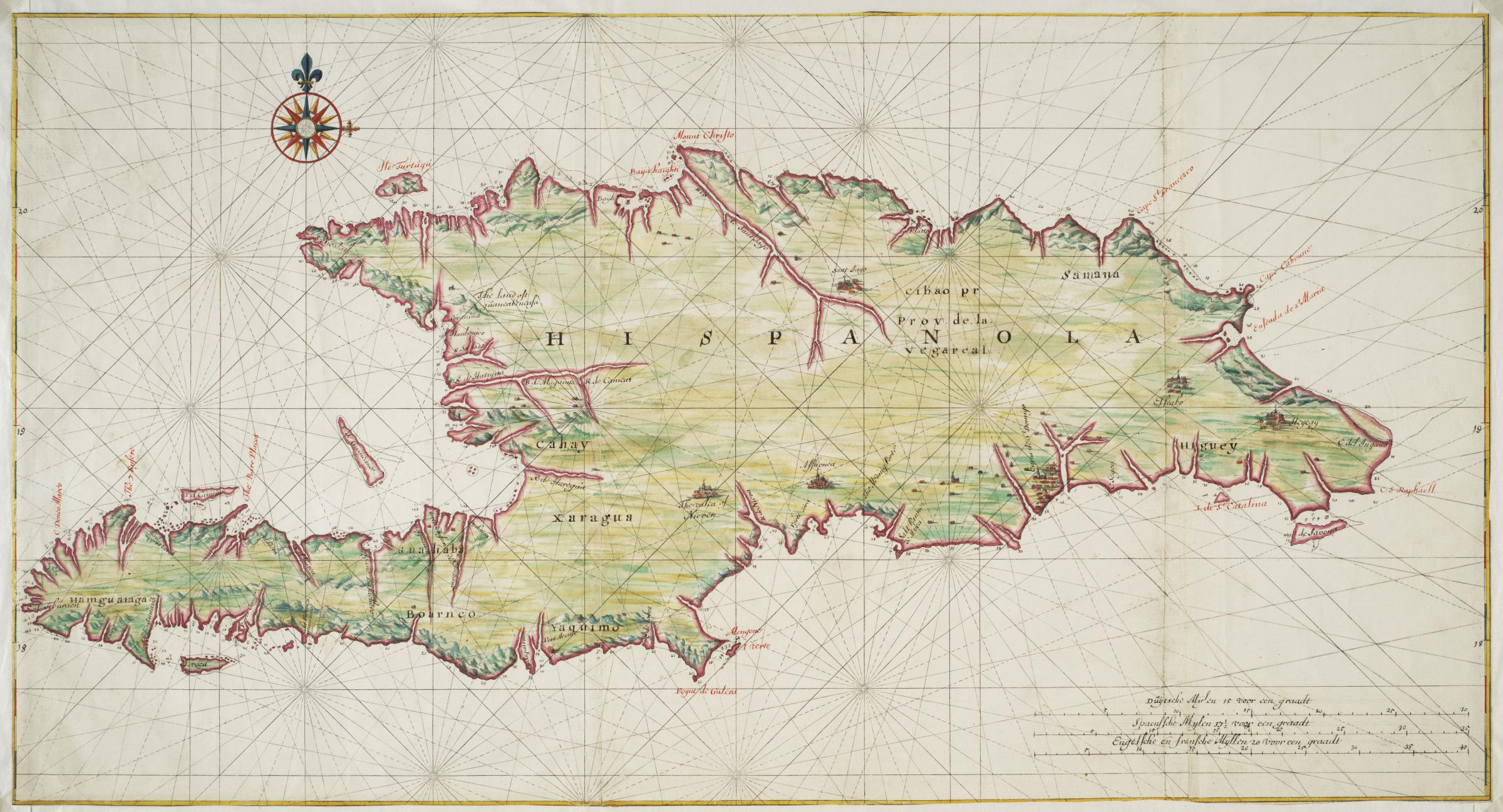
Île d'Hispaniola vers 1665, Johannes Vingboons.

La partie ouest d'Hispaniola, dépourvue de minerai, est vite négligée par les colons espagnols, qui la laissent vide. Des boucaniers français s'y installent, malgré plusieurs expéditions militaires espagnoles. Au XVIIe siècle, sous l'autorité du cardinal de Richelieu, l'installation française s'institutionnalise. L'Île de la Tortue, au nord-ouest d'Hispaniola, devient le siège de la flibuste. Ces aventuriers gagnent peu à peu la « Grande terre » : en 1654, ils créent la première ville de la future colonie de Saint-Domingue : Petit-Goâve. Le premier gouverneur de la colonie est Bertrand d'Ogeron de La Bouëre, nommé en 1665. Sachant se faire accepter des flibustiers, il organise la colonisation par la venue de Français qui s'engagent à travailler trois ans avant de devenir propriétaires de terres (on les appelait les « 36 mois ») et celle de « filles à marier ». Il favorise la plantation de tabac. Ainsi, il sédentarise une population de boucaniers et de flibustiers peu portée à accepter l'autorité royale jusqu'aux années 1660. Bertrand d'Ogeron attire aussi des colons de Martinique et de Guadeloupe.
Mais en 1670-1690 intervient la crise du tabac et un grand nombre de places sont abandonnées. Les rangs de la flibuste grossissent, les pillages, comme ceux de Vera Cruz en 1683 ou de Campêche en 1686, se multiplient et Jean-Baptiste Colbert, ministre de la Marine, ramène l'ordre en prenant un grand nombre de mesures. Il transfère le gouvernement à Port-de-Paix en 1676. Il encourage la création de plantations d'indigo et de canne à sucre. Le premier moulin à sucre est créé en 1685. Enfin, il réglemente l'esclavage en préparant le Code noir (qui sera promulgué en 1685, après sa mort). Avant l'adoption de ce code, l'esclavage était théoriquement interdit, mais largement pratiqué dans la réalité. L'ensemble de ces actions permet l'essor économique de la colonie.
À la suite du traité de Ryswick en 1697 et de l'accession au trône d'Espagne de Philippe V, petit-fils du roi de France Louis XIV, les Espagnols renoncent à contester la souveraineté de la France sur le tiers occidental de l'île, abandonnant ses prétentions hégémoniques sur l’île d'Hispaniola et acceptant aussitôt la présence française dans sa partie occidentale, la future Haïti. La France officialise, dès lors, le nom de Saint-Domingue pour cette partie de l'île. C'est alors que viennent de France de nombreux colons qui développent les plantations ou travaillent dans celles-ci. De 1713 à 1787, 30 000 Français viennent grossir le nombre des colons présents dans la partie ouest de l'île.

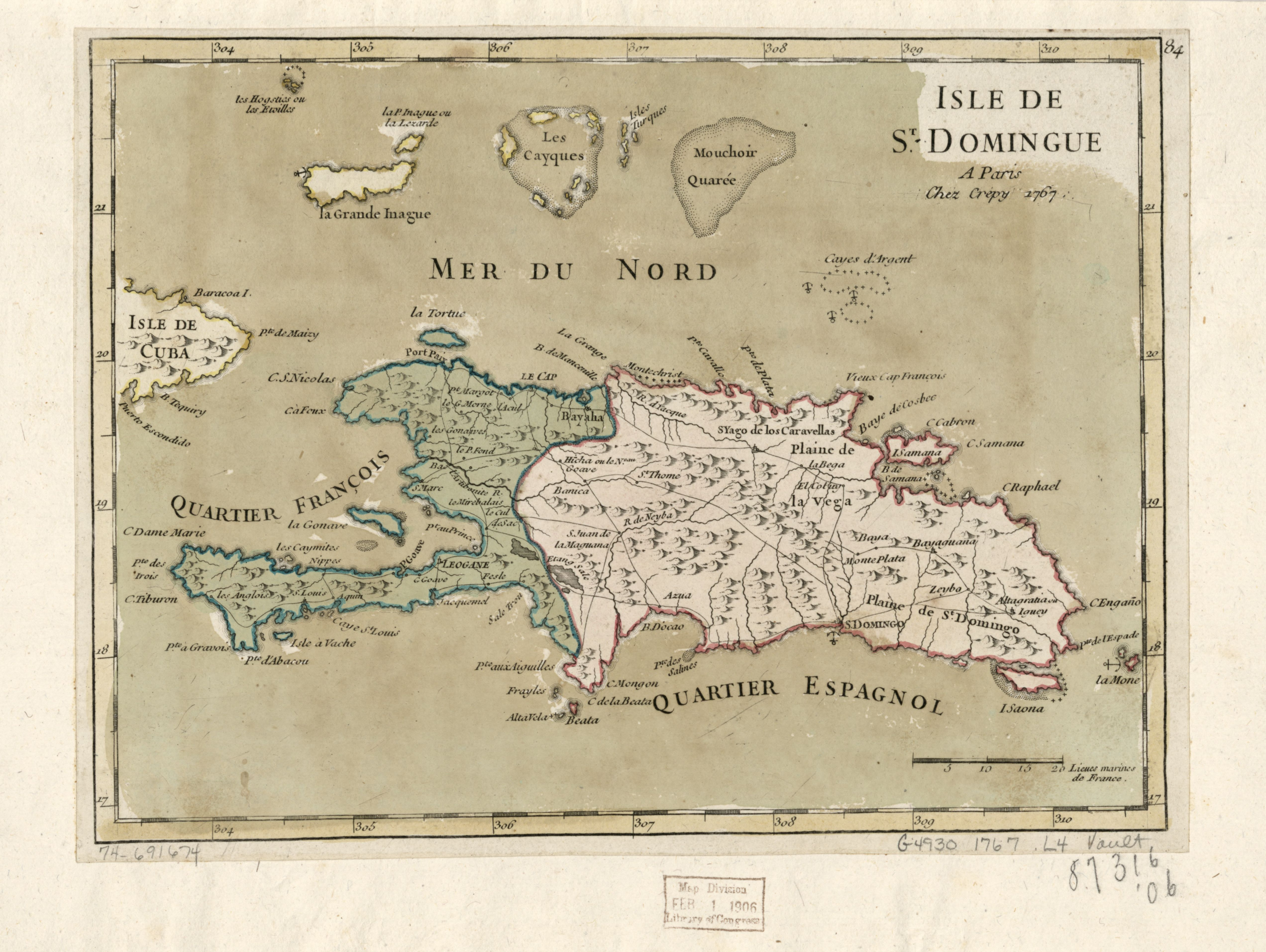
Isle de Saint Domingue scindée en deux parties : la française à l'ouest et l'espagnole à l'est. Le Rouge, Georges-Louis ; Crépy (Firm), 1767, Bibliothèque du Congrès des États-Unis.

Les guerres éclatent en Europe et se prolongent sur les mers jusqu'aux Antilles et aux Caraïbes. En 1756, le commerce est paralysé. Un grand nombre de colons et leurs familles quittent Saint-Domingue pour la Louisiane, où ils s'installent dans des postes établis par la France et administrés par des militaires.
Vers 1790, Saint-Domingue est cependant la colonie française la plus riche d'Amérique grâce aux profits immenses générés par le travail des esclaves de l'industrie sucrière et de celle de l'indigo. Des dizaines de milliers d'Africains ont été déportés chaque année comme esclaves pour faire fonctionner ces industries (dans les années 1780, ils sont déportés dans la colonie au rythme de 36 000 par an pour remplacer leurs prédécesseurs morts à la tâche) ; leur sort est juridiquement encadré par le Code noir, mais, dans les faits, ils subissent des traitements souvent pires que ceux prescrits par ledit code. Leur nombre (400 000) est dix fois plus élevé que celui des Blancs, avec une centaine de milliers d'Africains déportés à Saint-Domingue pendant les 10 ans précédant la Révolution française.

### De la révolte des esclaves à la proclamation de l'indépendance

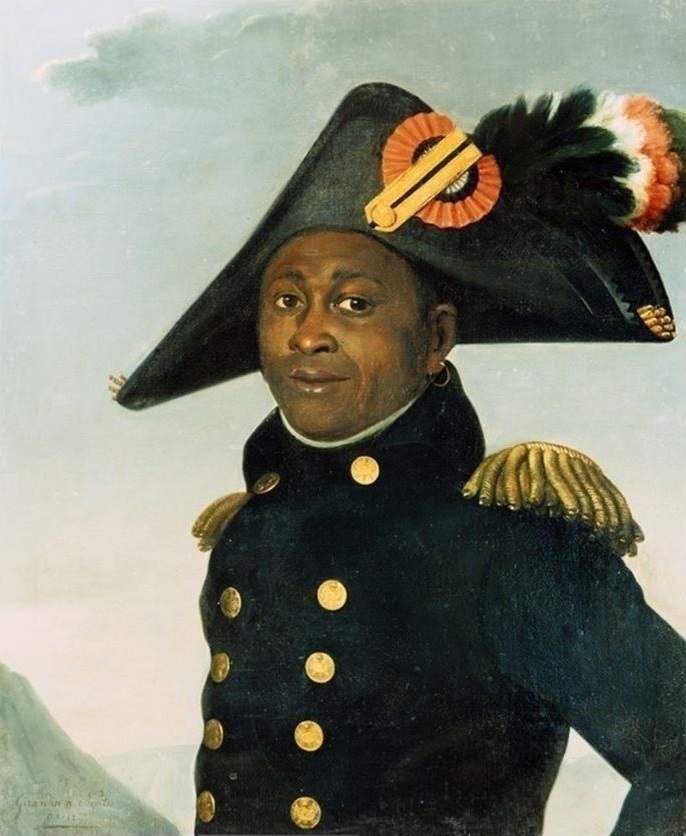
Toussaint Louverture.

Avant la Révolution une Société des amis des Noirs est créée en France en 1788. Elle se donne pour objectif d'obtenir l'abolition de l'esclavage. La Révolution française entraîne de graves bouleversements sociaux dans les petites Antilles comme à Saint-Domingue.
De nombreux députés français réclament l'abolition comme l'abbé Grégoire. S'ensuivent des révoltes d'esclaves qui se terminent en 1793 avec l'abolition de l'esclavage par les commissaires civils Léger-Félicité Sonthonax et Étienne Polverel, décision avalisée et généralisée à l'ensemble des colonies françaises par la Convention six mois plus tard (première abolition de l'esclavage le 16 pluviôse an II, donc le 4 février 1794). La grande majorité des non-esclaves ayant fui la colonie, soient-ils Européens ou gens de couleur, les habitations (plantations) du pays sont collectivisées par le gouvernement provisoire et mises sous le contrôle des cultivateurs.
Toussaint Louverture, nommé gouverneur général à vie de Saint-Domingue par la France, après avoir rétabli la paix, chasse les Espagnols et les Anglais qui menaçaient la colonie. La promulgation le 3 juillet 1801 d'une constitution autonomiste lui permet de développer la cohésion des citoyens de l'île.

Combats de la Crête-à-Pierrot entre les troupes napoléoniennes et les insurgés de Saint-Domingue.

L'abolition de l'esclavage ayant entraîné le ralliement à l'Angleterre des autres colonies françaises, Napoléon Bonaparte, sous l'influence des Créoles (Français — et Espagnols — nés sur l'une des îles des Antilles, plus tard en Louisiane aussi) et des négriers, décide de rétablir l'esclavage. Il envoie en décembre 1801 une expédition de 30 000 hommes sous les ordres de son beau-frère, le général Charles Victoire Emmanuel Leclerc, avec pour mission de démettre Louverture et de rétablir l'esclavage à Saint-Domingue. Mais, après quelques victoires, la capture par traîtrise le 7 juin 1802, puis la déportation de Toussaint Louverture en métropole, les troupes françaises commandées par Donatien de Rochambeau sont définitivement battues par Jean-Jacques Dessalines, qui avait rejoint l'insurrection, à la bataille de Vertières le 18 novembre 1803.
Au terme d'une double bataille, la Déclaration d'indépendance du pays est proclamée le 1er janvier 1804. Le nom d'Haïti (ancien nom de l'île du temps des Indiens Caraïbes) est donné au territoire. Il est le premier pays au monde issu d'une révolte d'esclaves.

### Du gouvernement de Dessalines à l'élection de Faustin Soulouque

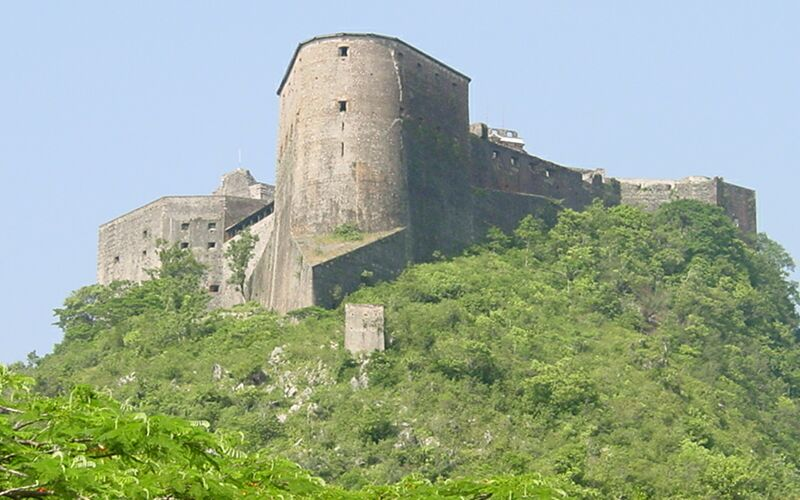
La citadelle La Ferrière est construite par Henri Ier. Elle représente un des plus gros ouvrages de ce genre dans les Caraïbes.

Jean-Jacques Dessalines est proclamé gouverneur à vie par ses troupes. Il est assassiné le 17 octobre 1806 par des mulâtres. Le pays se divise alors en deux : un royaume au nord, commandé par le roi Henri Christophe, et une république au sud, dirigée par le mulâtre Alexandre Pétion.
Lors du traité de Paris du 30 mai 1814, le royaume de France obtient des puissances signataires que l'indépendance d'Haïti ne soit pas reconnue, et que le territoire soit encore considéré comme colonie française. Le président Pétion engage en vain des négociations pour la reconnaissance d'Haïti.
En 1822, le président Jean-Pierre Boyer réunifie les deux parties nord et sud et conquiert la partie est de l'île, colonie espagnole. Le 27 février 1844, malgré les attaques incessantes de la part des Haïtiens, la République dominicaine se déclare à nouveau indépendante ; l'occupation de la partie espagnole de l'île d'Hispaniola pendant ces 22 années par les Haïtiens — qui y commettent exactions et abus de pouvoir à répétition — laisse un fort mauvais souvenir aux Dominicains.

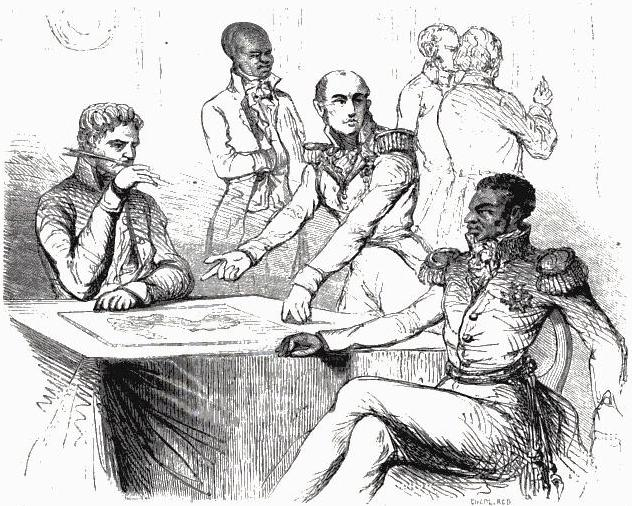
Le baron de Mackau et Jean-Pierre Boyer lors de la négociation sur l'indemnité à verser à la France.

Le 11 juillet 1825, le roi de France Charles X promulgue une ordonnance reconnaissant l'indépendance du pays contre une indemnité de 150 millions de francs-or (la somme sera ramenée par Louis-Philippe Ier en 1838 à 90 millions de francs). Ainsi, les esclaves et leur descendants se retrouvent à devoir indemniser leurs anciens maîtres et leurs héritiers. Les efforts d'Haïti pour payer l'indemnité entraveront significativement son développement car cela représentait six francs par an et par habitant.
Une longue succession de coups d'État suit le départ de Jean-Pierre Boyer. Le président Louis Pierrot, qui reste moins d'un an au pouvoir, rétablit en 1846, la mémoire de l'empereur Jean-Jacques Dessalines, bannie par ses prédécesseurs. Le pouvoir ne cesse d'être contesté par des factions de l'armée, les élites mulâtre et noires, et la classe marchande, désormais composée majoritairement d'étrangers (Allemands, Américains, Français et Anglais). Le pays s'appauvrit, peu de chefs d'État se préoccupent de son développement. Dès que le pouvoir se fragilise, des révoltes armées se déclenchent, entretenues par les candidats à la succession.
En 1847, Faustin Soulouque est élu président de la République : il transforme le pays en Second Empire d'Haïti le 25 août 1849 et devient Faustin Ier. Despote, il fuit le pays à la suite d'un soulèvement populaire en 1859.

### Guerre financière, révolution de 1915 et occupation américaine

#### Guerre financière et révolution de 1915
Depuis 1906, le pays est dans le champ d'application de la « diplomatie du dollar » et le département d'État fait pression en 1910–1911 sur Port-au-Prince pour assurer l'entrée de la Citibank dans le capital de la Banque nationale. Depuis, la National City Bank s'emploie à conquérir de l'intérieur l'institution tout en essayant d'acculer les gouvernements haïtiens, endettés, à accepter le contrôle des douanes. En décembre 1914, des troupes américaines s'emparent de fonds publics contenus dans la banque et les transfèrent aux États-Unis, malgré les protestations haïtiennes contre un « acte de piraterie internationale ».
Le vice-président de la Banque nationale, Roger L. Farnham, définit le plan qui sera adopté par le département d'État. Il s'agit, à la faveur d'une occupation militaire, de contrôler l'ensemble de l'administration et ainsi de favoriser les intérêts économiques américains dans le pays. En dépit d'une forte pénétration par les capitaux américains de l'économie haïtienne (chemins de fer, transports urbains, électricité, ...), la Constitution refusait aux étrangers le droit de propriété immobilière, les tenant éloignés de nombreux secteurs (sucre, café, coton, tabac, bois, ...).
En dehors des interférences américaines, le pays est en état d'insurrection quasi permanente. De 1910 à 1915, cinq présidents se succèdent, situation qui culmine avec l'exécution de 167 prisonniers politiques le 27 juillet 1915, suivie d'une révolte populaire qui renverse le gouvernement et met à mort le président Vilbrun Guillaume Sam. Cette révolution, menée par Rosalvo Bobo, qui s'opposait notamment au rapprochement du pays avec les États-Unis, ne plaît pas à ces derniers, mais la décision d'envahir Haïti était déjà prise avant le renversement de Vilbrun Guillaume Sam.

#### Occupation américaine (1915–1934)

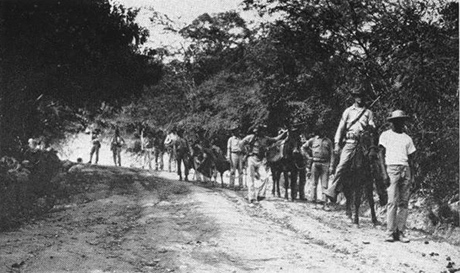
Occupation d'Haïti par les marines américains, 1915.

Décidant d'intervenir par la force, les États-Unis, dont des soldats étaient présents sur l'île depuis 1914, envahissent le pays et établissent par traité leur domination militaire, commerciale et financière. Une nouvelle Constitution est écrite par les États-Unis et instaurée en 1918. L'anglais devient de 1918 à 1934 la seconde langue officielle du pays, après le français. L'instauration du travail forcé et le racisme des Marines favorisent les recrutements par la résistance nationaliste, dirigée par Charlemagne Péralte, qui comprend 5 000 combattants permanents et 15 000 irréguliers. La zone de la guérilla concerne essentiellement le Nord et le Nord-Est du pays. En France, des élus politiques pensaient que Haïti allait devenir une colonie Américaine, comme le furent les territoires Espagnols de Porto Rico et des Philippines, qui furent occupés par les Américains en 1898, lors de la guerre des États-Unis contre l'Espagne.

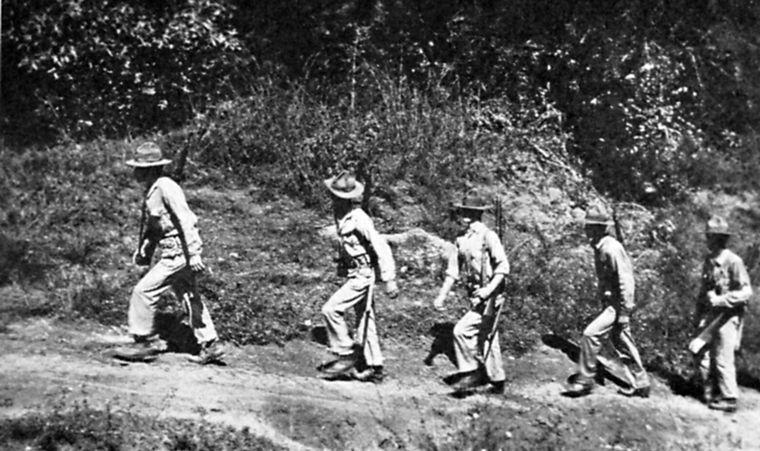
Patrouille de Marines américains en Haïti, 1921.

Après de multiples combats aux abords de certaines grandes villes, les rebelles donnent l'assaut à la capitale, Port-au-Prince, le 7 octobre 1919. Les forces d'occupation américaines peuvent compter sur leur avantage matériel : utilisation de mitrailleuses, avions de reconnaissance, missions de patrouilles et de mitraillage par des hydravions. La liberté de circulation à l'intérieur du pays est supprimée par l'occupant avec l'instauration de passeports intérieurs, et, surtout, la répression frappe régulièrement la population civile, au point que le commandement général des Marines reconnaisse la réalité de « tueries sans discrimination » dans les campagnes de contre-insurrection. Des paysans sont internés dans des camps de concentration sous prétexte de nécessité militaire de regroupement. Entre 1915 et 1920, 3 250 à 5 500 Haïtiens sont morts lors des rébellions contre l'occupation,.
Charlemagne Péralte est assassiné le 1er novembre 1919, un espion ayant conduit les Marines jusqu'à lui. Benoît Batraville reprend le commandement et parvient à maintenir l'activité de la guérilla, mais est tué au combat le 18 mai 1920. Après la mort de ses chefs, démoralisée, la guérilla s'éteint progressivement. L'occupation prend fin en 1934.

### De l'instabilité politique à la dynastie Duvalier (1957–1986)
Après la fin de l'occupation américaine, l'instabilité politique (entre militaires mulâtres et populistes noirs) reprend, et ne s'achève qu'à partir de 1957 avec l'élection de François Duvalier, dont le régime, basé sur le principe du pouvoir au plus grand nombre, durera jusqu'en 1986.
Partisan de la lutte contre ceux qui contrôlent l'armée et qui ont précédemment renversé le noiriste Léon Dumarsais Estimé, François Duvalier (surnommé « Papa Doc » pour son passé de médecin de campagne) assied son pouvoir personnel grâce à la délation et alimente la terreur à l'aide de ses partisans, surnommés Tontons Macoutes, véritables escadrons de la mort. Mettant en place un culte de la personnalité, il s'autoproclame président à vie en 1967 et meurt de maladie en 1971 après avoir désigné son fils Jean-Claude comme héritier. Ce dernier deviendra alors le plus jeune président du monde et sera surnommé « Baby Doc ».

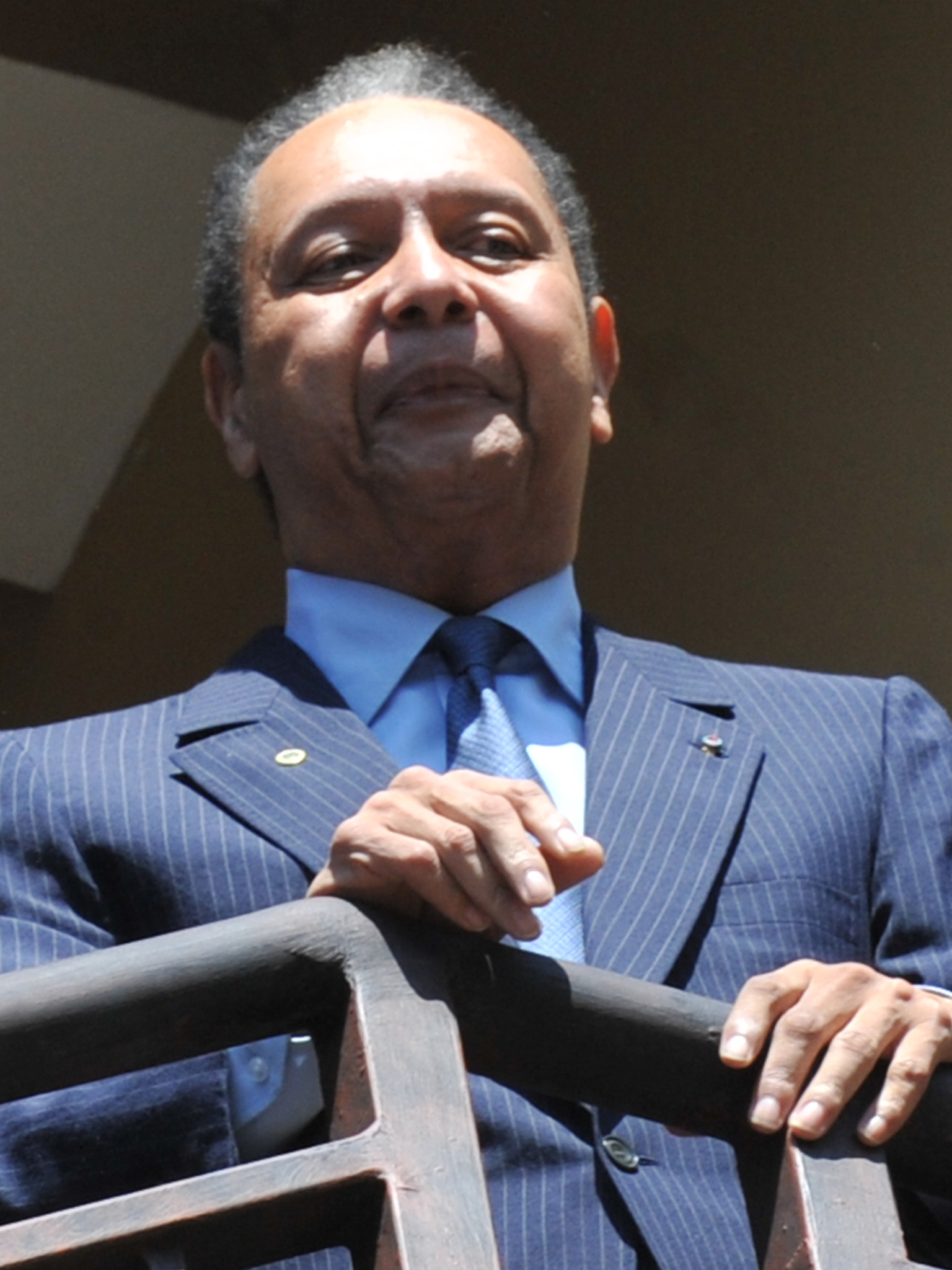
Jean-Claude « Baby Doc » Duvalier.

La dictature de la dynastie Duvalier est responsable de nombreuses tueries, de massacres d'opposants et de civils, tel celui de la ville de Jérémie (connu sous le nom « Massacre des Vêpres jérémiennes ») en 1964. Elle pousse de nombreux Haïtiens à s'exiler, notamment aux États-Unis et au Canada, où certains, partisans du pouvoir aux plus capables et qui avaient jusque-là monopolisé le pouvoir politique et militaire, se posent en victimes du régime.
En 1986, après avoir répondu par la violence à une suite de manifestations, Jean-Claude Duvalier démissionne et s'exile en France sous la pression du peuple et des États-Unis. Il laisse le pouvoir aux six membres du Conseil national de gouvernement (en) qu'il a formé, et qui est mené par le commandant en chef des armées Henri Namphy. Le régime des Duvalier laisse environ 50 000 morts et le pays ruiné : pour la seule période allant de janvier 1983 à février 1986, Jean-Claude Duvalier et neuf de ses proches avaient détourné à leur profit 120 575 000 dollars dans les caisses des entreprises publiques et de l'État haïtien. En 1988, un tribunal de Miami reconnut que Jean-Claude Duvalier avait « détourné plus de 504 millions de dollars d'argent public ».
Après la chute de la dictature, les créditeurs du pays insistèrent pour que les Haïtiens honorent la dette contractée par les Duvalier, estimée à 844 millions de dollars et dont une grande partie était due à des institutions internationales comme le Fonds monétaire international et la Banque mondiale. La légalité de ces remboursements, alors qu'une grande partie de cette dette n'a pas été dépensée en Haïti, mais détournée par les responsables du régime, a été contestée par certains hommes politiques et observateurs. Cephas Lumina, l'expert indépendant des Nations-Unies sur la dette extérieure, a soutenu que « le cas d'Haïti est l'un des exemples les plus frappants de dette odieuse dans le monde. Rien que pour cette raison, la dette devrait être annulée sans conditions ».

#### Ère de transition post-Duvalier (1987–1990)
Des élections générales sont organisées pour novembre 1987, mais sont annulées après des tirs de militaires et d'anciens Tontons Macoutes sur des dizaines de civils le jour du vote. Elles sont suivies par des élections en janvier 1988 qui voient Leslie Manigat et son Rassemblement des démocrates nationaux progressistes l'emporter. Toutefois, le gouvernement est renversé en juin 1988 par un coup d'État militaire mené par le général Namphy, qui est lui-même démis du pouvoir par un second coup d'État militaire en septembre, mené par le général Prosper Avril, qui avait dû quitter le Conseil national de gouvernement après des manifestations populaires protestant contre sa proximité avec les Duvalier.
Ce second coup d'État fait suite au massacre de Saint-Jean-Bosco le 11 septembre 1988, par des hommes non identifiés, mais considérés généralement comme d'anciens Macoutes. Des dizaines de fidèles sont ainsi tués dans l'église catholique de Saint-Jean-Bosco à Port-au-Prince, la paroisse de l'influent prêtre Jean-Bertrand Aristide (qui survit à l'attentat), un des critiques les plus notoires de la famille Duvalier.
Ce massacre, qui dure trois heures, est suivi selon la Commission interaméricaine des droits de l'homme de déclarations à la télévision nationale de participants à l'attentat, qui menacent de commettre à nouveau de tels actes, montrant ainsi la proximité du pouvoir en place avec les ex-Macoutes. Le gouvernement militaire d'avril se maintient en place jusqu'en mars 1990.
Malgré la fuite de Duvalier, ses ex-Macoutes et paramilitaires continuent de mener des opérations punitives contre des journalistes et militants politiques. Entre 1986 et 1990, plus de mille cinq cents personnes sont assassinées par ces groupes.

### De 1990 à 2021

#### 1990–1996: Premier mandat d'Aristide, coup d'État et retour au pouvoir

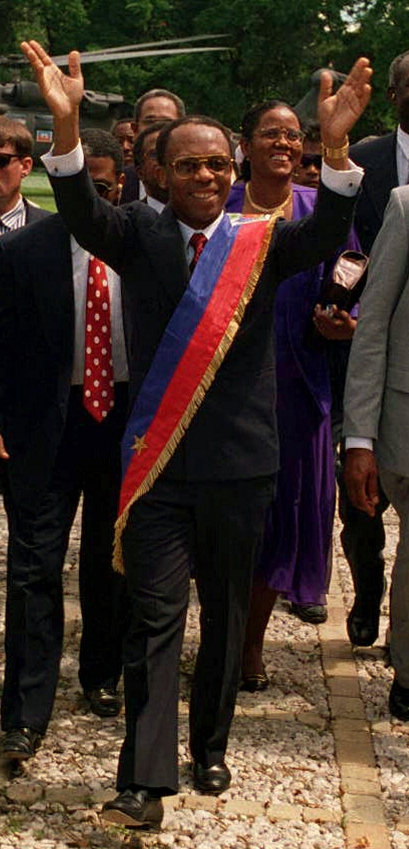
Jean-Bertrand Aristide.

Les élections législatives et présidentielle de décembre 1990 se déroulent de façon régulière et en présence d'observateurs étrangers. Le père Jean-Bertrand Aristide, partisan d'une plus grande justice sociale et proche du courant de la théologie de la libération, est élu à la présidence avec 66,7 % des voix. Cette consultation marquée par une forte participation, a été boycottée par les duvaliéristes. Ceux-ci considèrent que l'élection de J.-B. Aristide a été un « coup d'État électoral ».
En janvier 1991, Roger Lafontant, ancien chef des tontons macoutes, tente de renverser le gouvernement, mais les soldats loyalistes parviennent à obtenir sa reddition. Le mandat d'Aristide débute le 7 février 1991, mais un coup d'État sanglant mené par Raoul Cédras et des militaires (soutenus par l'oligarchie marchande) l'oblige en septembre à s'exiler aux États-Unis. Pendant trois ans, les milices (que d'aucuns estiment soutenues par les États-Unis,,) intimident la population et assassinent les meneurs syndicaux et les militants qui avaient constitué la base de la résistance aux Duvalier et l'appui à l'élection d'Aristide. La plus importante de ces forces paramilitaires, le FRAPH, avait été fondée par un supposé agent de la CIA Emmanuel Constant,. La dictature laisse environ quatre mille morts.
En octobre 1994, Aristide est rétabli au pouvoir par l'administration de Bill Clinton, lors de l'opération « Rétablir la démocratie » à la condition de renoncer à récupérer les années perdues lors de l'intermède militaire et de se plier à un programme néolibéral,, surnommé « plan de la mort » par une partie des Haïtiens. Il s'agissait en partie du programme de son opposant lors des dernières élections, un ancien fonctionnaire de la Banque mondiale, Marc Bazin. Son retour fut par ailleurs marqué par le démantèlement de l'armée, corrompue, prévaricatrice et vecteur d'instabilité politique.

#### 1996–2001: Premier mandat de Préval

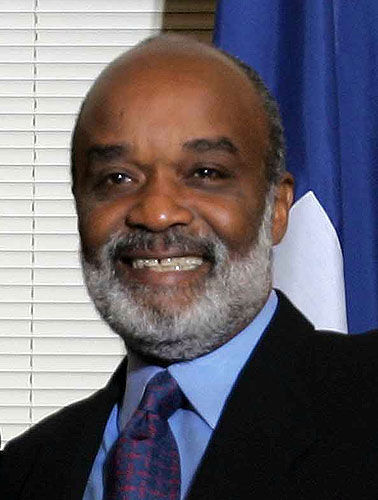
Le président René Préval en 1996.

Aristide quitte la présidence en 1996 et René Préval lui succède. Malgré son appartenance à Lavalas, le parti d'Aristide, il n'est soutenu que du bout des lèvres par l'ancien président. Il applique immédiatement le plan américain, ce qui provoque un véritable tollé dans l'île.

#### 2000–2004: Second mandat d'Aristide
Aristide est réélu en 2000, avec une abstention estimée à 90 % par l'ONU. Des inondations provoquent la mort de 2 000 personnes en mai 2004. En septembre de la même année, une tempête tropicale laisse derrière elle 2 200 morts et disparus et quelque 300 000 sinistrés.
Après plusieurs mois de pressions exercées par la communauté internationale, plus particulièrement par la France (avec l'intervention de Régis Debray et Véronique de Villepin-Albanel) et les États-Unis, Aristide est obligé, lors de la révolte populaire du 29 février 2004, de quitter le pays avec un commando des forces spéciales des États-Unis. Boniface Alexandre, président de la Cour de cassation, assure ensuite le pouvoir par intérim.
En mars 2004, les résultats d'une commission d'enquête sur Haïti, dirigée par l'ancien procureur général des États-Unis Ramsey Clark, indiquent que « les gouvernements des États-Unis et de la République dominicaine auraient participé à la fourniture d'armes et à la formation des rebelles haïtiens dans ce pays ». La commission a constaté que 200 soldats des forces spéciales américaines avaient été envoyés en République dominicaine pour participer à des exercices militaires en février 2003. Ces exercices, autorisés par le président dominicain Hipólito Mejía Domínguez, ont été menés « près de la frontière, précisément dans une zone à partir de laquelle les rebelles lançaient régulièrement des attaques contre les installations de l'État haïtien ».
De nouveau documents sortis en 2021, impliquent également le Canada dans ce coup d'État à Haïti.

#### 2006–2011: Second mandat de Préval
En février 2006, à la suite d'élections marquées par des incertitudes sur le décompte des bulletins de vote, et grâce à l'appui de manifestations populaires, René Préval est élu.

#### 2011–2016: Mandat de Martelly

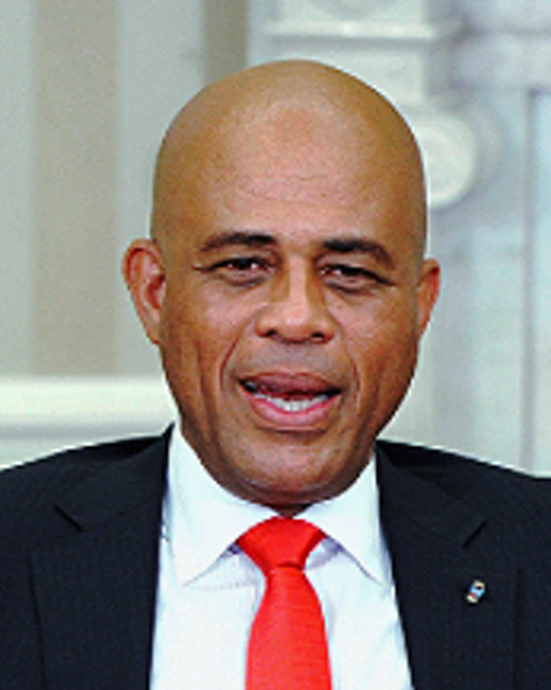
Michel Martelly.

Du 14 mai 2011 au 6 février 2016, Michel Martelly est président de la République. Durant son mandat, il décide de récréer l'armée haïtienne.
La corruption, déjà importante, devient plus visible sous sa présidence. Le scandale PetroCaribe en est emblématique : des hommes d'affaires et hommes politiques proches du pouvoir détournent à leur profit une grande partie de l'aide économique vénézuélienne (4,2 milliards de dollars) destinée à l'amélioration des services publics.
À la fin de son mandat, aucun successeur n'est élu et un gouvernement provisoire lui succède.

#### 2017-2021: Mandat de Moïse
En novembre 2016, Jovenel Moïse remporte l'élection présidentielle avec 54 % des voix.
Dès le mois de mai 2017, des milliers d'ouvriers employés par les industries textiles des zones franches prennent régulièrement la rue pour demander une hausse du salaire minimum, alors fixé à 300 gourdes (4 euros) par jour, mais leurs revendications restent ignorées. Les mobilisations sont renforcées en septembre par d'autres secteurs de la population en protestation contre le vote du budget de l'État. Celui-ci prévoit une hausse supplémentaire de taxes affectant l'ensemble de la population. En revanche, les tarifs douaniers qui s'appliquent au riz, par exemple (passés de 35 % à 3 % en 1994), n'évoluent pas, condamnant Haïti à la dépendance : 80 % du riz consommé sur place est importé, dans un marché contrôlé par une poignée d'importateurs richissimes. La libéralisation de l'économique est accentuée afin d'attirer les investissements étrangers, alors que l'environnement, la santé et l'éducation restent délaissés.

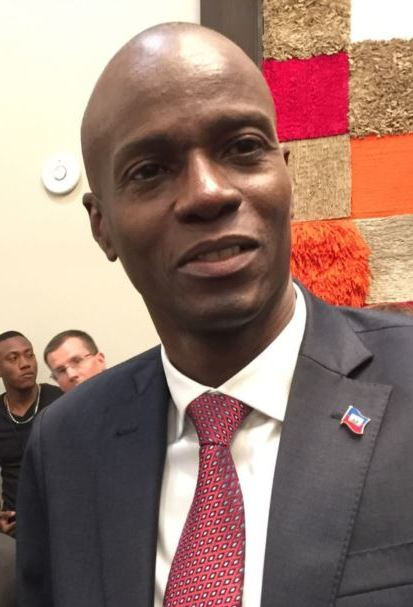
Jovenel Moïse, président d'Haïti de 2017 à 2021.

En février 2019, une hausse, inspirée par le Fonds monétaire international (FMI), allant jusqu'à 50 % des prix des carburants à la pompe et des scandales de corruption impliquant plusieurs ministres et le président lui-même provoquent d'importantes manifestations contre le gouvernement.
La majorité des manifestants sont issus des quartiers les plus pauvres. Marc-Arthur Fils-Aimé, directeur général de l'Institut culturel Karl-Lévêque, déclare : « Les revendications se sont radicalisées à un point tel qu'elles ont pris l'allure d'une lutte de classe. Les luttes conjoncturelles se sont superposées à des luttes structurelles. Il est presque impossible de bien cerner le contour des actuelles perturbations si on les sépare de la charpente socio-économique et culturelle du pays où les élites exportatrices ont prospéré au point de réduire l'île à l'état de néo-colonie.
Du 15 septembre à début octobre 2019, au moins 17 personnes sont tuées et près de 200 blessées par balles et armes blanches, d'après le Réseau national de défense des droits humains (RNDDH), qui indique : « Les autorités actuelles, depuis leur avènement au pouvoir, bafouent les acquis démocratiques du peuple haïtien et violent systématiquement ses droits. Elles n'ont jamais pris au sérieux les différents mouvements de protestation réalisés dans le pays depuis juillet 2018 par une population en proie à tous les maux et qui réclame la jouissance de ses droits civils, économiques, politiques et sociaux ».
Le 7 juillet 2021, le Premier ministre sortant Claude Joseph annonce l'assassinat de Jovenel Moïse par un commando durant la nuit du 6 au 7 juillet.
Ariel Henry, nommé premier ministre, assure une présidence par intérim depuis l'assassinat du président Jovenel Moïse.

### Depuis 2022
La crise politique s'aggrave le 9 janvier 2024, date de fin de mandat des élus nationaux. Faute d'élections organisées depuis 2016, le pays ne compte plus aucun représentant élu au niveau national. L'instabilité politique provoque l'émergence de plusieurs gangs, menant des guerres de territoires dans le pays,, certains médias évoquant même une « situation cataclysmique ».

## Géographie

### Localisation, frontière et espace maritime
La république d'Haïti est un état de la mer des Caraïbes situé dans l'hémisphère nord à précisément 18° 32' 21" N et 72° 20' 11 O", ce qui la place à peu près à la même longitude que la ville de Québec au Canada et à la même latitude que la ville de Nouakchott en Mauritanie.
Le pays partage 376 km de frontières terrestres avec la République dominicaine et des frontières maritimes avec les Bahamas, la Colombie, Cuba, les Îles Turques-et-Caïques, la Jamaïque et la République dominicaine.
Les canaux séparant Haïti des îles voisines sont par exemple le Passage du Vent (long de 87 km) entre elle et Cuba ou le Passage de la Jamaïque (190 km) entre elle et la Jamaïque.
La ZEE haïtienne s'étend sur une surface de 126 760 km2.

#### Territoires limitrophes
| Los Angeles, à 4 840 km La Havane, à 1 160 km | New-York, à 2 460 km Îles Turques-et-Caïques, à 307 km | Europe, à 6 390 km Paris, à 7 350 km            |
| Jamaïque, à 540 km                            | Haïti                                                  | Porto Rico, à 600 km Pointe-à-Pitre, à 1 170 km |
| Panama, à 1 350 km                            | Colombie, à 1 600 km Santiago, à 5 790 km              | Venezuela, à 1 070 km Brasilia, à 4 665 km      |

### Géologie, topographie et hydrographie
Haïti (comme le reste de l'île d'Hispaniola) se trouve dans une zone sismique active, entre deux plaques tectoniques : la plaque nord-américaine au nord et la plaque caraïbe au sud, rendant le pays particulièrement vulnérable aux tremblements de terre. Pour ces raisons, le territoire est traversé par de nombreuses failles géologiques dont les deux principales sont la Faille Septentrionale (située au nord) et la Faille Enriquillo Plantain-Garden (située au sud).
Le relief de la « Terre montagneuse » est constitué de montagnes escarpées avec de petites plaines côtières et des vallées. Celui de la république d'Haïti est formé, comme pour l'île entière, de deux bandes montagneuses principales séparées par la plaine du Cul-de-Sac : l'une au nord, où s'élèvent la chaîne du Haut-Piton, le massif des Montagnes Noires et la chaîne des Matheux ; l'autre au sud, constituée par le massif du pic la Selle et le massif de la Hotte. Enfin, la partie centrale et l'est forment un grand plateau d'altitude.

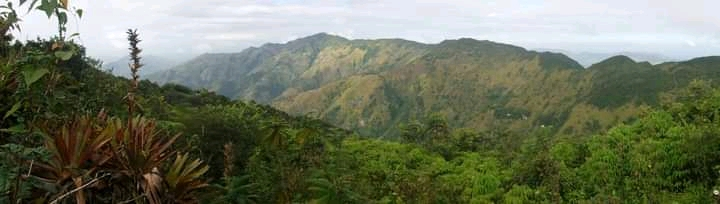
La chaîne de montagnes Tête Bœuf, dans la partie centrale du massif de la Hotte.

Carte topographique d'Haïti.

Le territoire haïtien compte également quelques îles et un archipel, à savoir :
- La Gonâve ;
- l'Isle Cacique ;
- l'île de la Tortue ;
- Les Cayemites ;
- l'Île-à-Vache.

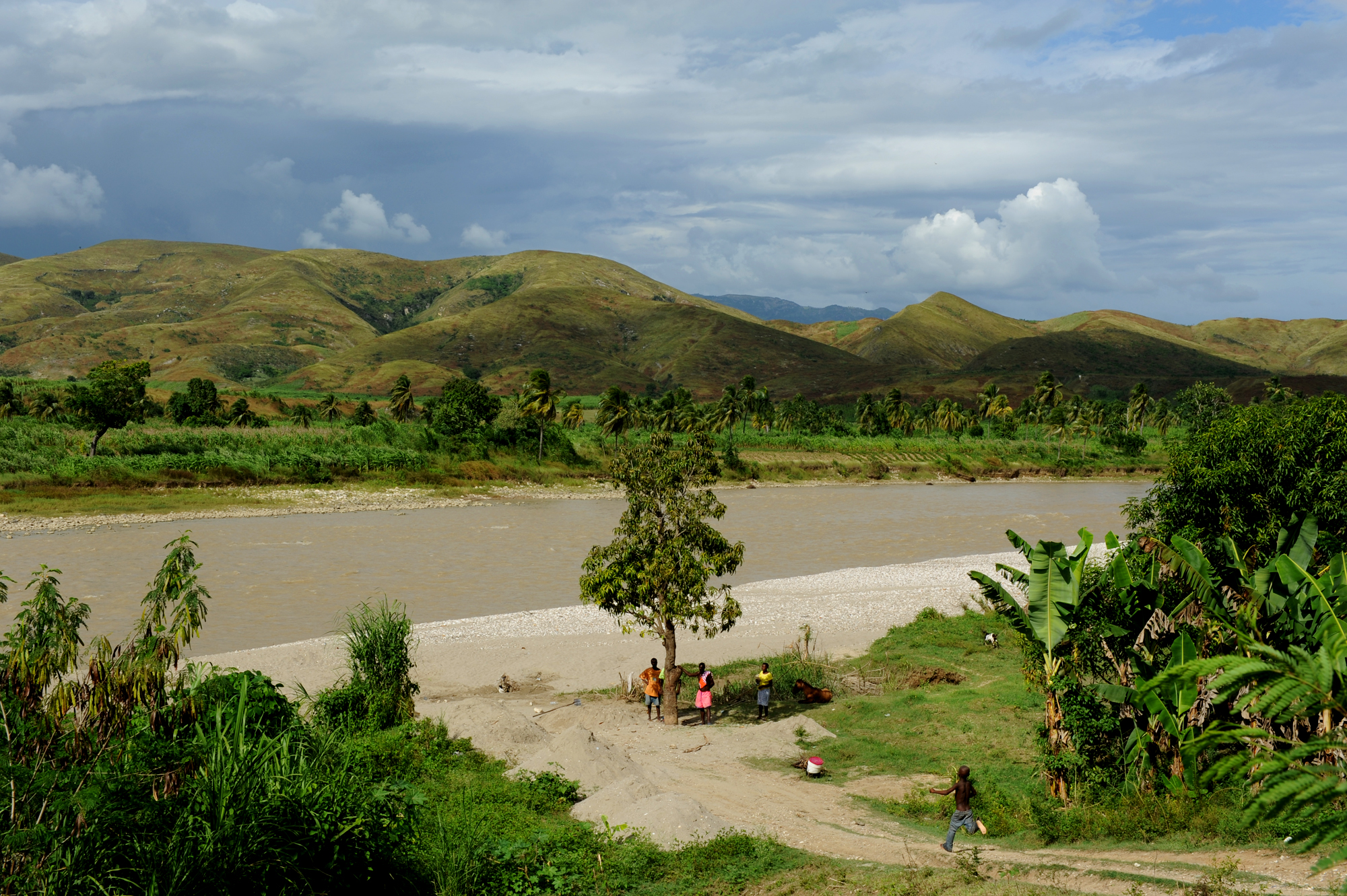
Fleuve Artibonite.

Quant à l'île de la Navasse, elle est considérée comme étant une des îles mineures éloignées des États-Unis; néanmoins, elle est revendiquée par Haïti.
Le territoire haïtien compte de nombreux cours d'eau tels que l'Artibonite, la rivière Blanche, la rivière Grise ou la rivière Guayamouc. L'île compte également quelques lacs de taille notable comme le Trou Caïman, l'étang Saumâtre ou le lac de Miragoâne.

### Climat
Le climat rencontré en Haïti est de type climat tropical de savane, d'après la classification de Köppen. Cela signifie que les températures moyennes annuelles varient entre 25 °C et 30 °C et celles de la mer entre 26 °C et 29 °C. Il comprend deux saisons bien distinctes, soit une saison sèche s'étalant de novembre à mars et une saison des pluies s'étalant d'avril à octobre. Du mois de juin à la fin du mois de novembre s'étend la saison des ouragans.
Selon les lieux, le climat présente des variations notables s'expliquant en partie par l'effet des courants marins et du relief, mais également par l'effet de la déforestation dans l'intérieur du pays. En effet, le climat dans les terres y devient très vite de plus en plus aride, et durant les périodes estivales il est fréquent que le thermomètre dépasse les 40 °C.

Climats haïtiens selon Köppen.

Ainsi, en plus du climat tropical de savane rencontré dans les localités de Jacmel, Léogâne ou Port-au-Prince, on peut aussi observer :
- un climat semi-aride (Saint-Marc, Les Gonaïves) ;
- un climat subtropical humide (Bois Paul, Seguin) ;
- un climat de mousson tropical (Cap-Haïtien, Limonade) ;
- un climat océanique (Ternette, Carrefour Beraque)[70].

Dans le massif de la Selle, la température moyenne annuelle est d'environ 20 °C et les précipitations sont de l'ordre d'environ 2 000 mm par an, ce qui constitue par ailleurs le point le plus humide du pays. Les précipitations baissent depuis 1980, mais lorsqu'elles apparaissent, elles deviennent de plus en plus brutales et provoquent des inondations souvent meurtrières. Ces inondations sont causées par une terre durcie qui devient rapidement boueuse.

### Paysages, environnement et aires protégées

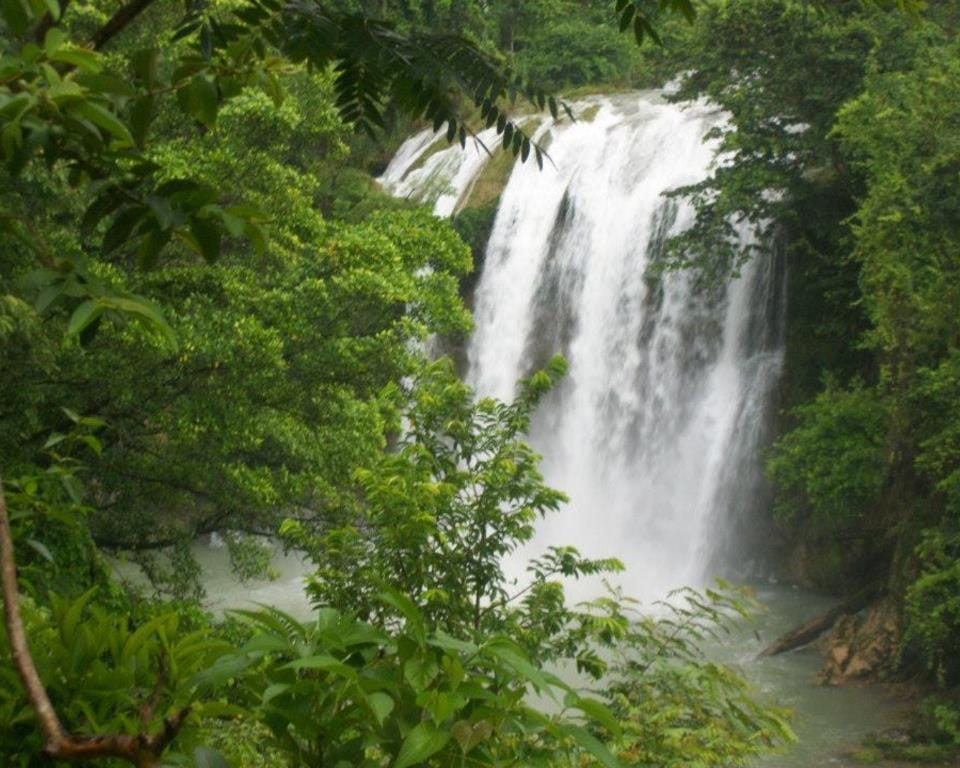
Cascade de Saut-Mathurine située à Camp-Perrin.

Le paysage d'Haïti se caractérise par quelques-uns des éléments suivants :
- le golfe de la Gonâve qui est un grand golfe d'Haïti formant l'essentiel de la côte ouest. C'est dans ce dernier que se jette le fleuve principal : l'Artibonite ;
- la plaine du Cul-de-Sac (désignée également sous le terme de dépression de Cul-de-Sac) formant une vallée qui était autrefois un bras de mer. Au moment du retrait de celle-ci, l'eau salée a été piégée dans les points les plus bas de la dépression donnant naissance à deux grands lacs d'eau saumâtre : l'étang Saumâtre (appelé aussi « lac Azuéi »), ainsi qu'un petit étang d'eau douce appelé trou Caïman.

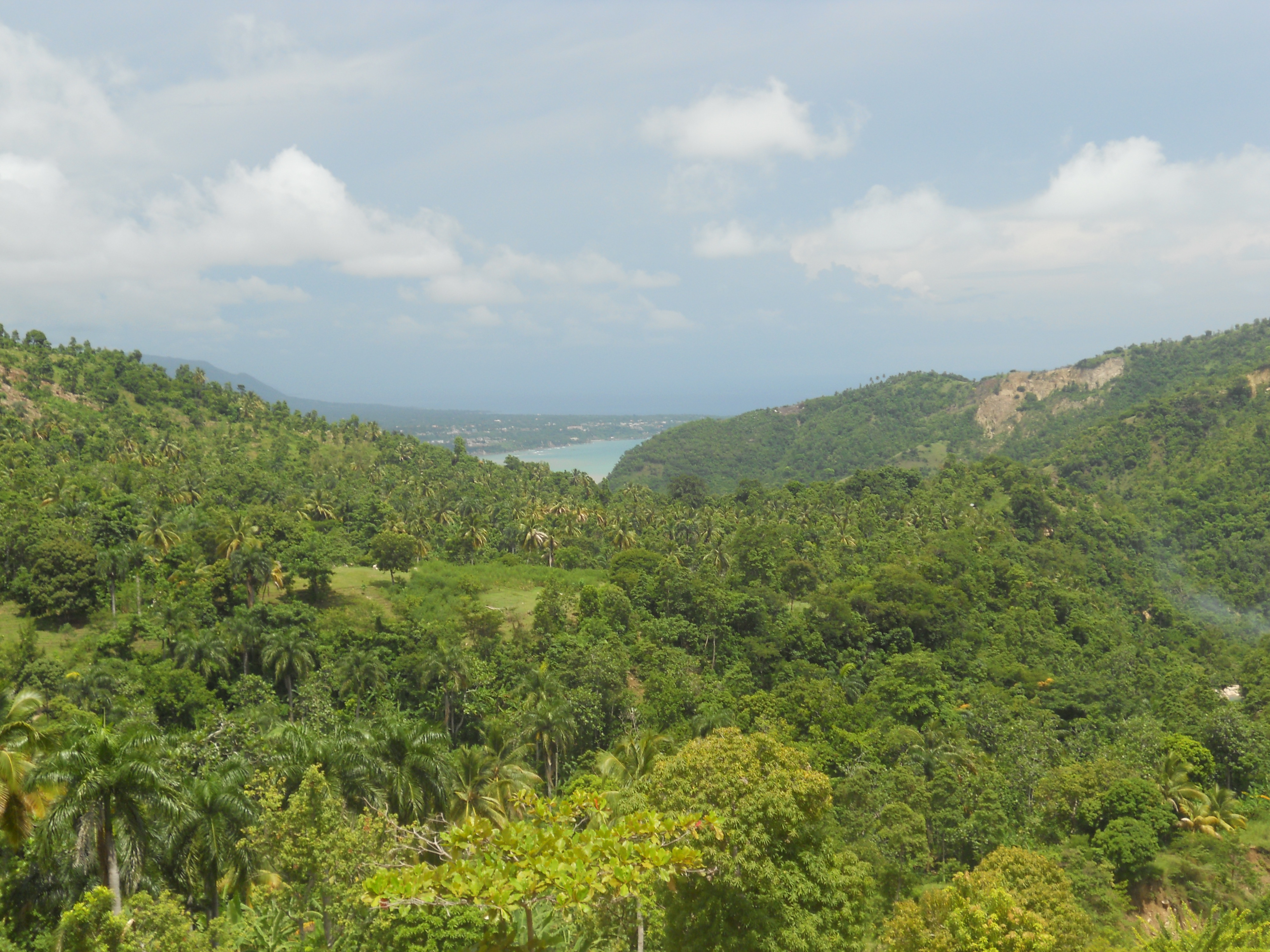
Vue depuis le Bassin Bleu, près de Jacmel.

La péninsule de Tiburon dont le massif de la Hotte couvre la partie occidentale de la péninsule. Cette région, et plus précisément le massif de la Hotte, est recouverte d'une importante forêt tropicale et d'une forêt de nuage recouvrant notamment les sommets montagneux du pic de Macaya (second pic le plus haut d'Haïti avec ses 2 347 mètres d'altitude).
En 1925, 60 % des forêts originelles d'Haïti étaient déjà détruites, chiffre qui atteint aujourd'hui[Quand ?]70 à 80 %, à la fois pour se procurer du bois de feu et pour créer des surfaces agricoles.
Puis, dès 1926, apparaissent les premières lois de protection. D'autres espaces seront progressivement ajoutés, notamment en 1969, en 1974 avec la création du Parc de la Visite et celui de Macaya, et en 2013.
En outre, l'érosion due à la déforestation a causé des inondations périodiques, comme le 17 septembre 2004, lorsque la tempête tropicale Jeanne a tué plus de 3 000 personnes et détruit des routes, en particulier dans la ville des Gonaïves.

#### Aires protégées
Malgré la déforestation à grande échelle sur l'ensemble du territoire national, Haïti possède encore des zones boisées qui s'étendent sur le pays voisin qu'est la République dominicaine.
| Nom                                                               | Catégorie                          | Sous-Catégorie | Superficie (hectares) | Date d'adoption par décret |
| ----------------------------------------------------------------- | ---------------------------------- | -------------- | --------------------- | -------------------------- |
| Parc national de Macaya                                           | Parc national                      |                | 8 726 ha              | 27 mars 2013               |
| Parc national Forêt des Pins                                      | Parc national                      |                | 18 780 ha             | 6 octobre 1937             |
| Parc national Historique Citadelle Sans-Souci Ramiers             | Parc national                      |                | 2 500 ha              | 4 avril 1974               |
| Parc national La Visite                                           | Parc national                      |                | 11 426 ha             | 4 avril 1983               |
| Parc national des Trois Baies                                     | Parc national                      |                | 90 359 ha             | août 2013                  |
| Aire protégée habitats/Espèces de fond des Cayes                  | Protection de diversité biologique |                | 2 365 ha              | 26 août 2013               |
| Aire protégée habitats/Espèces de Grosse Caye/Zone humide d'Aquin | Protection de diversité biologique |                | 10 974 ha             | 26 août 2013               |
| Aire protégée habitats/Espèces Olivier/Zanglais                   | Protection de diversité biologique |                | 7 553 ha              | 26 août 2013               |
| Aire protégée habitats/Espèces de Cahouane                        | Protection de diversité biologique |                | 5 940 ha              | 26 août 2013               |
| Aire protégée habitats/Espèces de Pointe Abacou                   | Protection de diversité biologique |                | 1 840 ha              | 26 août 2013               |
| Paysage naturel marin et terrestre Port-Salut                     | Protection de diversité biologique |                | 1 840 ha              | 26 août 2013               |
| Grotte Marie-Jeanne                                               | Élément exceptionnel Naturel       |                | 31 ha                 | 26 août 2013               |
| Parc national naturel Île-à-Vache                                 | Parc national                      |                | 11 235 ha             | 26 août 2013               |

### Flore et faune

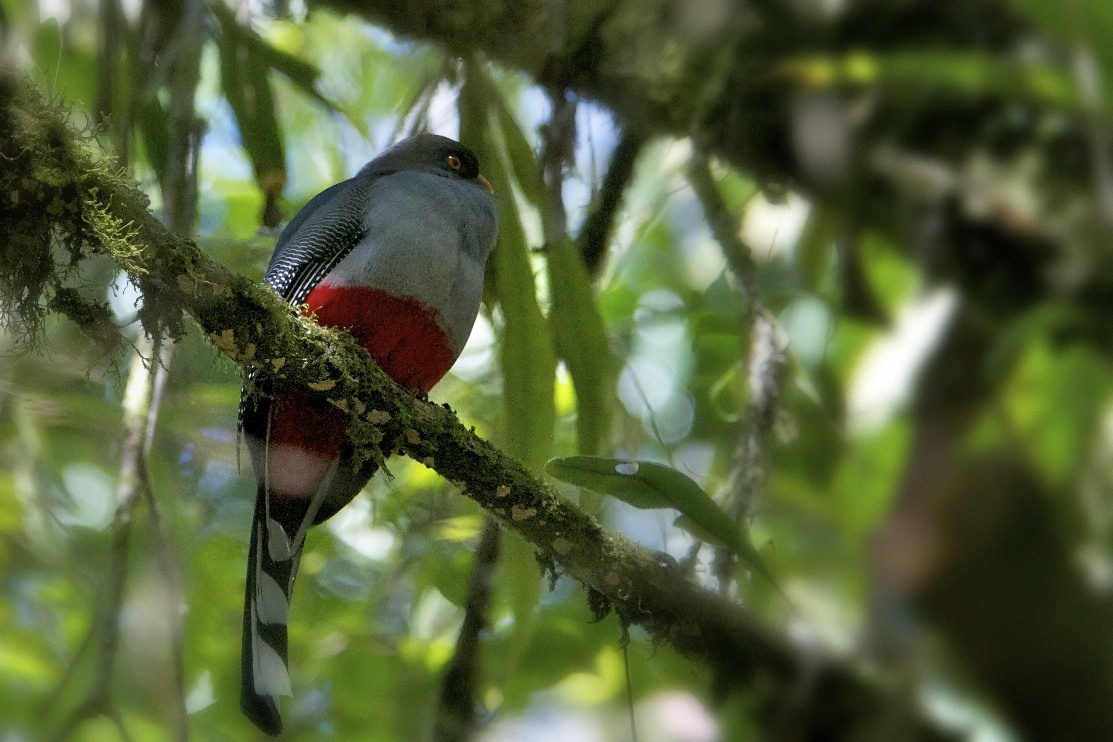
Le Caleçon rouge (Trogon damoiseau), animal emblème d'Haïti.

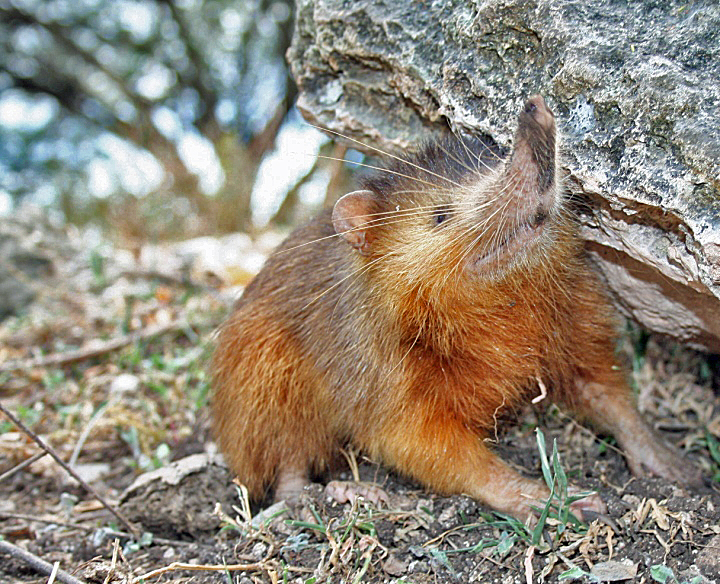
Almiqui paradoxal encore appelé Nez longue.

Haïti est riche par sa diversité tant florale que faunique. Mais aussi par le très grand nombre d'espèces endémiques que son territoire compte, notamment dans la biosphère du massif de la Hotte.

#### Flore
S'agissant de sa flore, le territoire haïtien compte de nombreuses essences comme le Begonia abbottii ainsi que deux espèces de magnolia : le magnolia ekmanii et le magnolia emarginata.
Le pays est également réputé pour ses forêts de pins d'Hispaniola présentes notamment dans le massif du Pic la Selle et le massif de la Hotte.

#### Faune

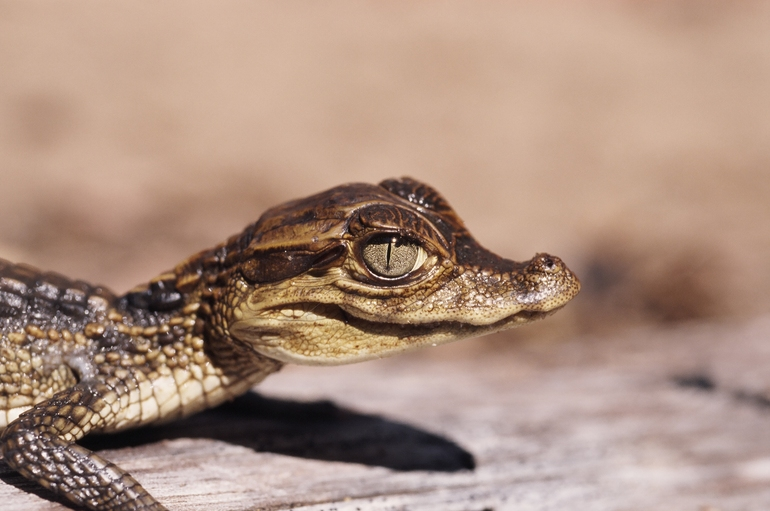
Crocodile américain juvénile (Crocodylus acutus).

Concernant sa faune, on trouve, par exemple, des papillons comme l'Abaeis nicippiformis (es) ou l'Eurema pyro. Également de nombreuses espèces d'araignées dont le Cupiennius vodou ou la Drymusa simoni. Le territoire haïtien compte des scorpions tels que le Centruroides tenuis ou le Heteronebo pumilus.
S'agissant de la catégorie des reptiles, on y trouve le crocodile américain, plusieurs espèces de serpent dont le Laltris parishi ou le Typhlops agoralionis, des geckos comme le Sphaerodactylus asterulus, et enfin de nombreux petits lézards tels que le Leiocephalus vinculum qui ne se rencontre que sur l'île de La Gonâve ou l'Anolis breslini.
Plusieurs espèces d'amphibiens peuplent Haïti, par exemple, l'Eleutherodactylus corona qui ne se rencontre qu'à partir d'une altitude de 1 100 mètres et uniquement dans le massif de la Hotte.
De nombreux oiseaux sont observables comme : le caleçon rouge qui est l'emblème d'Haïti, la Moucherolle d'Hispaniola, la Corneille d'Hispaniola, le Faucon pèlerin ou le Pélican brun.
Parmi les mammifères citons l'Almiqui paradoxal, animal venimeux qui est en danger d'extinction.
Enfin, dans les eaux haïtiennes, il est parfois possible d'observer quelques espèces de cétacés.

### Risques naturels
Par sa situation géographique qui la place entre deux plaques tectoniques, dans une zone régulièrement fréquentée par des cyclones venus d'Atlantique ou qui la confronte cycliquement à des pluies diluviennes, Haïti est soumise à de nombreux risques naturels et à des aléas climatiques.

#### Sismique

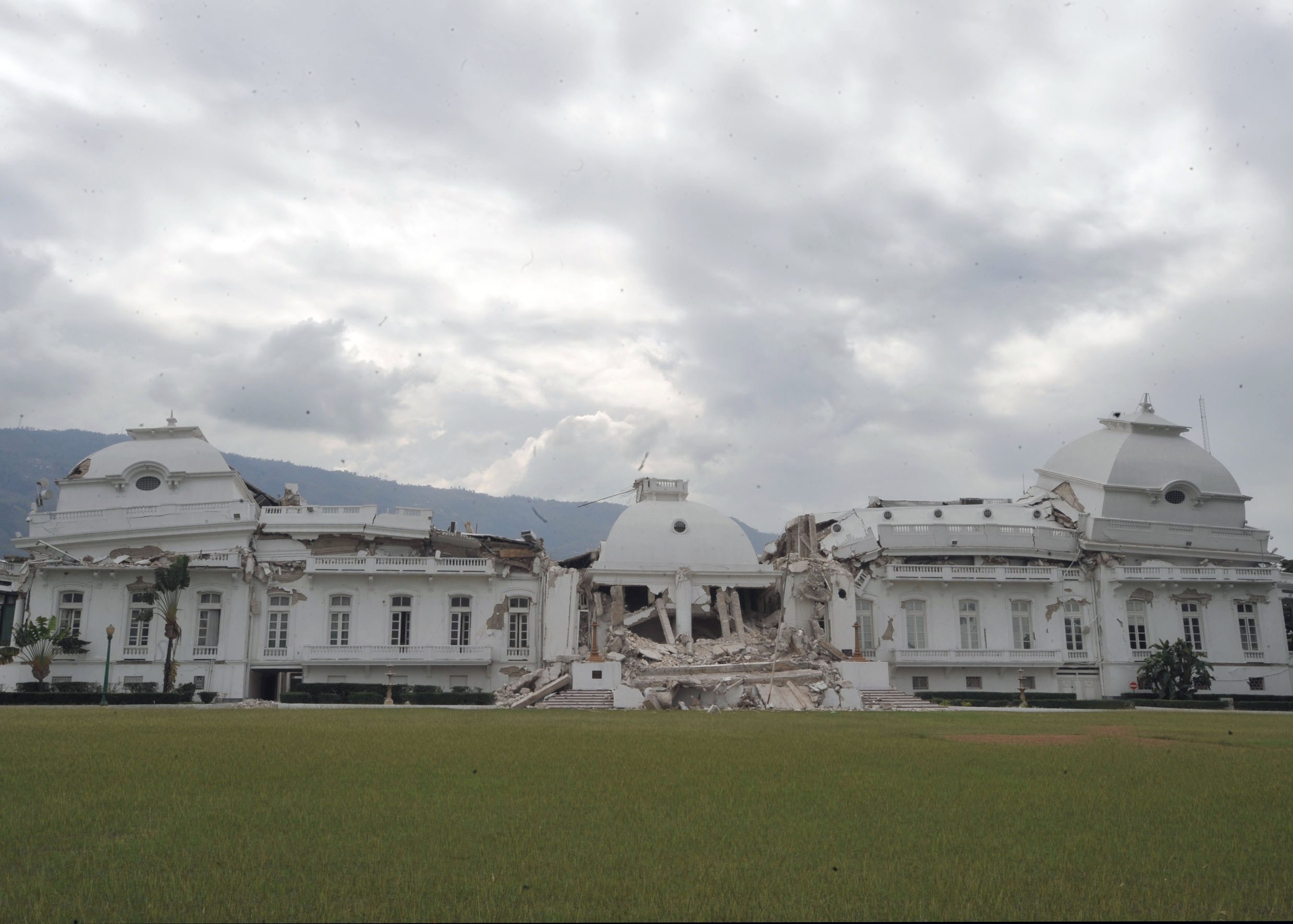
Le palais national détruit lors du séisme en 2010.

Les spécialistes ont identifié au moins dix séismes qui auraient atteint ou dépassé la magnitude 7 depuis le XVIe siècle, soit en moyenne un tous les 50 ans. Le dernier en date du 14 août 2021, d'une magnitude 7.2, a eu lieu à 13 km au sud-est de Petit-Trou-de-Nippes, département des Nippes. D'après la Direction de la protection civile son bilan provisoire serait de 1 941 morts et plus de 9 900 blessés, mais le plus meurtrier connu reste celui de 2010.
Le 12 janvier 2010, un tremblement de terre de magnitude 7,0 sur l'échelle de Richter frappe l'Ouest d'Haïti et notamment sa capitale, Port-au-Prince. Le foyer (ou l'hypocentre) du séisme a été localisé à 10 km de profondeur. Ce violent tremblement de terre est survenu à 16 h 53 (16 h 53 min 10,4 s), heure locale. Il est suivi de plus d'une centaine de répliques. Il s'agit du séisme le plus important et le plus meurtrier de l'histoire d'Haïti, allant jusqu'à désorganiser totalement le fonctionnement de l'État, à l'image de l'effondrement de plusieurs bâtiments publics comme le palais présidentiel qui entraîna la mort de plusieurs cadres du gouvernement. Le président Préval et son Premier ministre Jean-Max Bellerive y échappent de peu. De plus, des milliers de détenus alors incarcérés à la prison de Port-au-Prince se sont échappés, à la suite de l'effondrement de celle-ci, fragilisant encore plus une situation sécuritaire déjà précaire.
La Mission des Nations unies pour la stabilisation en Haïti (MINUSTAH) fut également dévastée par l'écroulement de son quartier général à Port-au-Prince : plus de 150 Casques bleus dont le chef de mission Hédi Annabi et son adjoint sont morts. Le bilan de ce cataclysme sismique s'élève, au 24 février 2010, à plus de 300 000 morts, 300 000 blessés et 1 000 000 sans-abris. Mais le général Ken Keen, qui dirige la force spéciale américaine en Haïti, a évoqué celui de 150 000 à 200 000 morts comme « hypothèse de travail ». Barack Obama parle « de la plus grande catastrophe humanitaire qu'aient eu à gérer les États-Unis d'Amérique ». Les États-Unis y ont dépêché sur place 16 000 militaires, l'Union européenne 1 500.
Le 20 janvier 2010, à six heures (heure locale), une réplique de magnitude 6,1 sur l'échelle de Richter, ressentie à soixante kilomètres à l'ouest de la capitale en ruine, frappe à nouveau le pays.
En 2019, un premier projet de science sismo-citoyenne est mis en place en Haïti. L'objectif de ce dernier est d'installer des sismomètres "Raspberry Shake" peu coûteux chez des citoyens haïtiens volontaires. Le projet se décompose en deux intérêts essentiels : compléter le réseau sismique en récoltant des données sur les séismes locaux et évaluer l'effet de ces sismomètres sur la perception du risque et l'intérêt scientifique que peut susciter ce phénomène pour le citoyen hébergeur et sa communauté. Cette démarche a permis d'enregistrer le séisme du 14 août 2021 et ses répliques dans la péninsule de Tiburon. Renouvelé en 2022, et financé par l'Agence Nationale de la recherche, le projet prend le nom d'OSMOSE. OSMOSE vise à déterminer si, et comment, la diffusion des connaissances sur les tremblements de terre, en plaçant les citoyens et les communautés au cœur du mécanisme de production de l'information scientifique, peut améliorer la prise de conscience des risques et promouvoir les initiatives de protection à la base.

#### Cyclonique

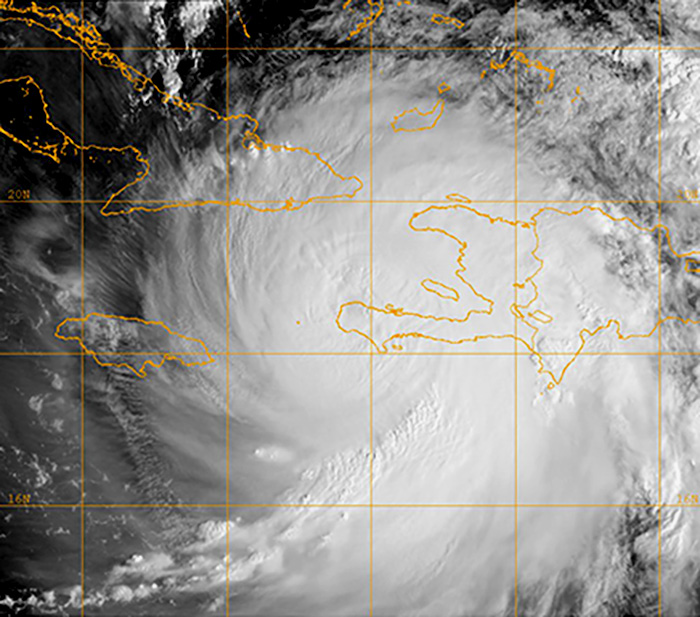
Satellite de l'ouragan Matthew sur Haïti et la mer des Caraïbes, 2016.

Entre août et septembre 2008, quatre cyclones (« Hanna », « Ike », « Fay » et « Gustave ») frappent le pays.
Après avoir balayé les Caraïbes, fait quatre morts en République dominicaine et poussé à l'évacuation plusieurs milliers d'habitants, le dangereux cyclone Matthew s'abattait sur la presqu'île du Sud faisant de nombreux morts et causant d'importants dégâts matériels dans la nuit du 3 au 4 octobre 2016.
Matthew a frappé Haïti mardi à 7 h 0 avec des vents atteignant 230 km/h, faisant plus de 1 000 morts, détruisant des dizaines de maisons et menaçant notamment quatre millions d'enfants dans un pays totalement démuni déjà fragilisé par le séisme dévastateur de 2010.

#### Déboisement, érosions et glissement de terrain
Le déboisement d'une large partie du territoire a des conséquences sur la stabilité des sols et entraîne la mise en danger des populations. La pluie et la chaleur provoquent une grande érosion des sols causant régulièrement des glissements de terrain ou des éboulements souvent meurtriers.

#### Changement climatique
Bien que la contribution d'Haïti au changement climatique soit négligeable (les émissions de CO2 par habitant représentent, en 2010, 1 % de celles des États-Unis), le pays est l'un des plus exposés aux conséquences.

#### Liste des 15 communes les plus peuplées d'Haïti

Carte administrative d'Haïti.

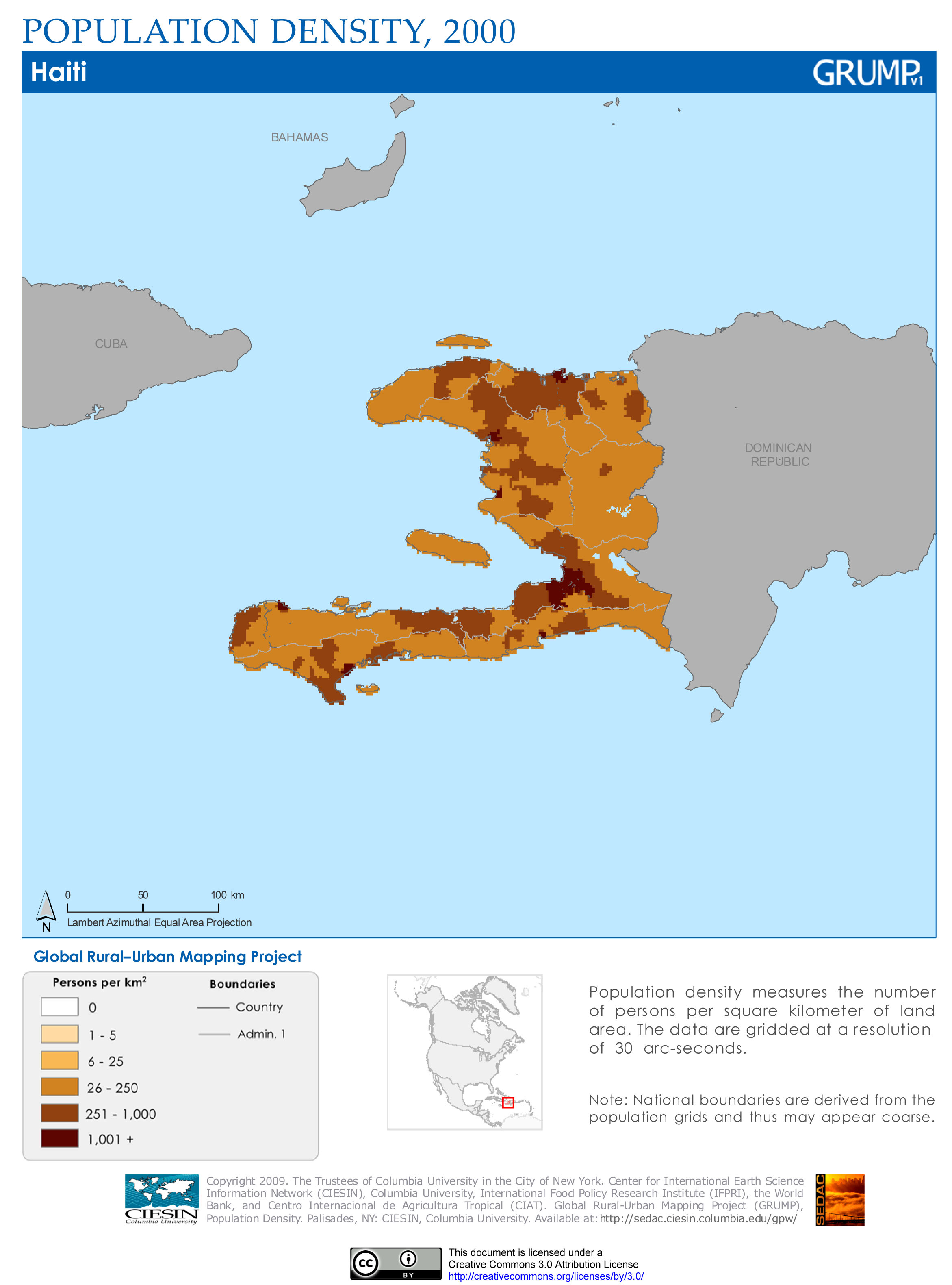
Représentation de la densité démographique en Haïti.

| Rang | Ville                          | Département | Population | Population |
| Rang | Ville                          | Département | Cens. 1982 | Est. 2005  |
| ---- | ------------------------------ | ----------- | ---------- | ---------- |
| 1.   | Port-au-Prince                 | Ouest       | 449 831    | 1 234 742  |
| 2.   | Carrefour                      | Ouest       | 129 470    | 439 581    |
| 3.   | Delmas                         | Ouest       | 90 000     | 377 187    |
| 4.   | Cap-Haïtien                    | Nord        | 64 406     | 134 815    |
| 5.   | Pétionville                    | Ouest       | 35 333     | 108 227    |
| 6.   | Les Gonaïves                   | Artibonite  | 34 209     | 84 961     |
| 7.   | Saint-Marc                     | Artibonite  | 24 165     | 66 226     |
| 8.   | Les Cayes                      | Sud         | 34 090     | 59 319     |
| 9.   | Verrettes                      | Artibonite  | 3 670      | 48 724     |
| 10.  | Port-de-Paix                   | Nord-Ouest  | 15 540     | 34 657     |
| 11.  | Jacmel                         | Sud-Est     | 13 730     | 33 563     |
| 12.  | Limbé                          | Nord        | 10 476     | 32 645     |
| 13.  | Jérémie                        | Grand'Anse  | 18 493     | 30 917     |
| 14.  | Petite-Rivière-de-l'Artibonite | Artibonite  | 10 099     | 25 760     |
| 15.  | Hinche                         | Centre      | 10 070     | 18 577     |

## Axes de communication et transports

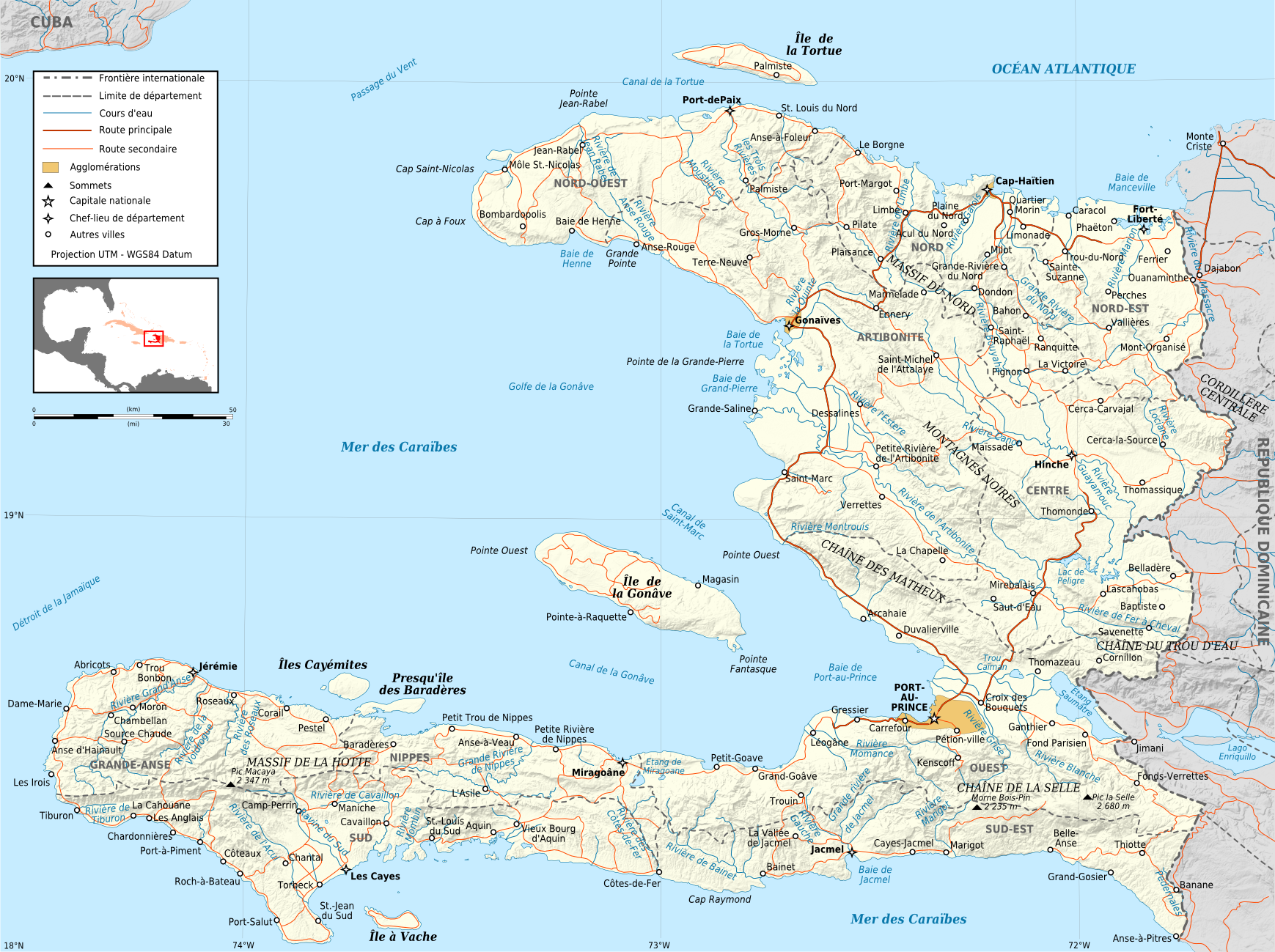
Carte du réseau routier haïtien.

Les statistiques concernant le réseau routier sont les suivantes :
- Total routes : 4 370 km ;
- Routes asphaltées : 1 714 km ;
- Routes non revêtues : 2 656 km (estimation de 2011).

### Transports

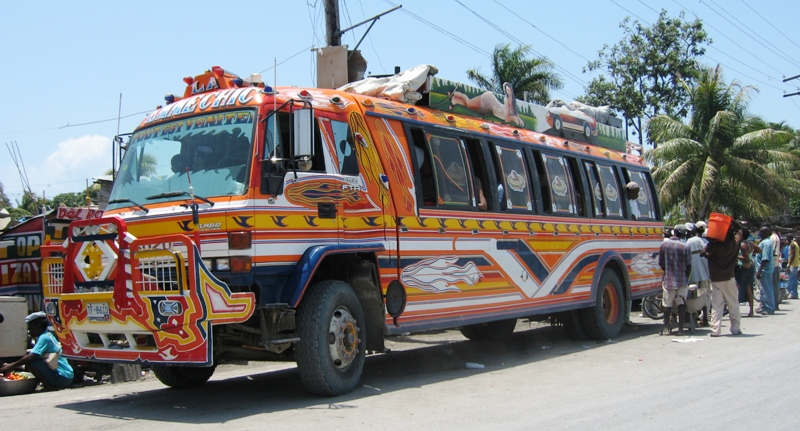
Le transport collectif tap-tap.

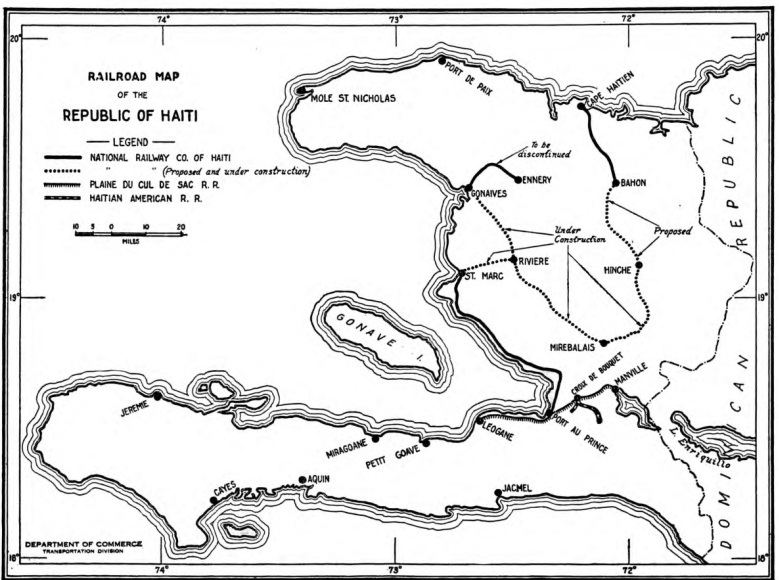
Réseau ferroviaire haïtien en 1925.

Le réseau routier compte 7 ou 8 routes nationales suivant les descriptions et les transports urbains sont essentiellement assurés par des Tap-taps, nom donné aux taxis collectifs. Il existe des bus modernes qui font la liaison entre Port-au-Prince et Cap-Haïtien, ainsi que des bus transnationaux qui relient d'une part Port-au-Prince à Saint-Domingue et d'autre part Cap-Haïtien à Santiago de los Caballeros.
Le réseau ferroviaire, qui se développa au cours de la seconde moitié du XIXe siècle et qui se déclinait en un réseau urbain de type tramway à Port-au-Prince et un réseau régional de type train sur l'ensemble du pays, cessa dans l'ensemble de fonctionner vers 1960. Toutefois, la République dominicaine qui projette de reconstituer son réseau national, propose d'y associer Haïti. À terme une ligne de chemin de fer devrait relier les deux capitales de l'île d'Hispaniola (Port-au-Prince et Saint-Domingue) et, selon les autorités dominicaines, permettre la construction d'un réseau transnational desservant des villes haïtiennes.

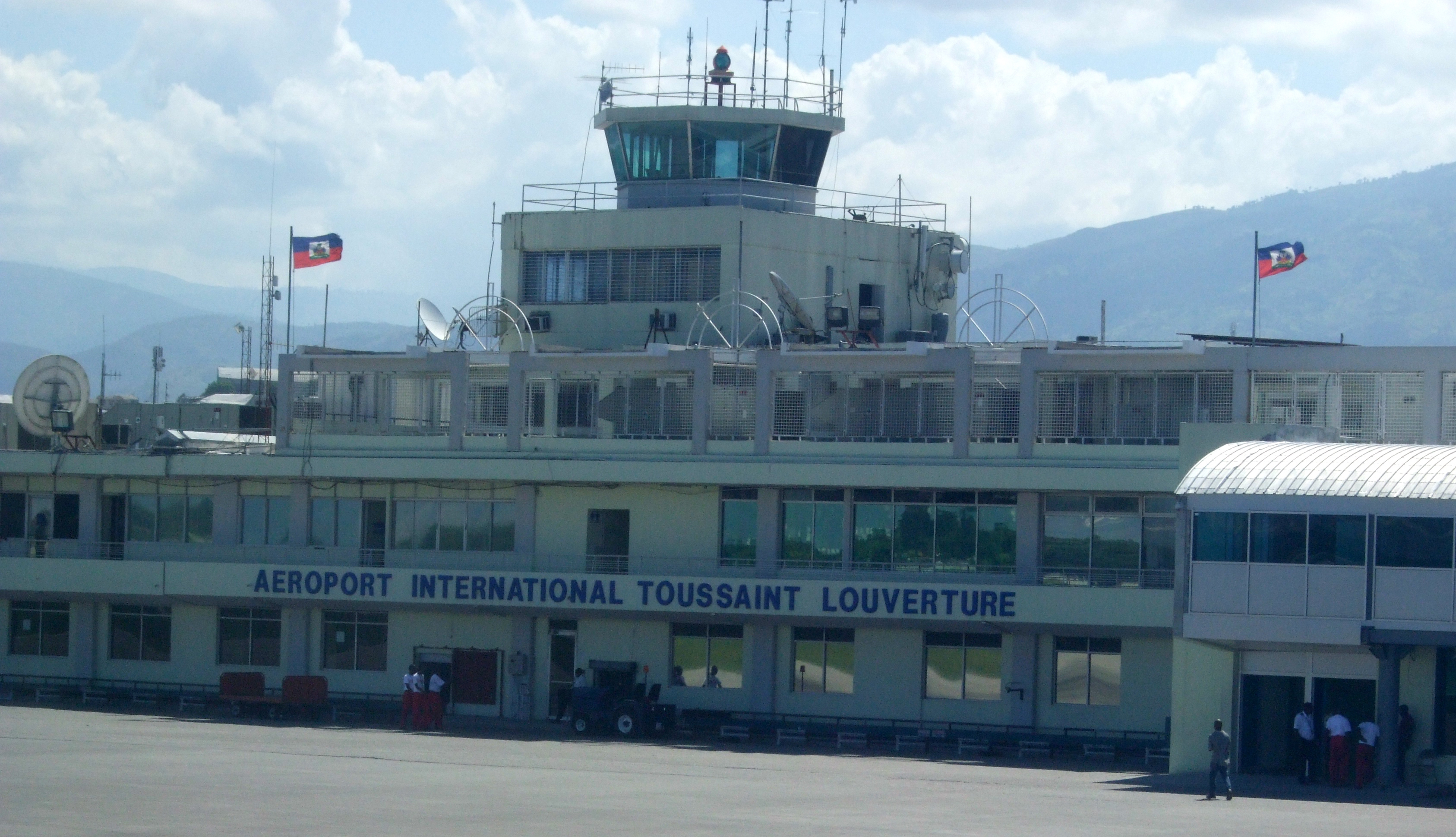
Aéroport Toussaint Louverture, à Port-au-Prince.

Les principaux ports de marchandises sont le port international de Port-au-Prince et le port de Saint-Marc.
Enfin, le pays possède six aéroports principaux dont deux de niveau international :
| Villes         | OACI | AITA | Nom des aéroports                           |
| Cap-Haïtien    | MTCH | CAP  | Aéroport International de Cap-Haitien       |
| Jacmel         | MTJA | JAK  | Aéroport de Jacmel                          |
| Jérémie        | MTJE | JEE  | Aéroport de Jérémie                         |
| Les Cayes      | MTCA | CYA  | Aéroport Antoine-Simon                      |
| Port-au-Prince | MTPP | PAP  | Aéroport international Toussaint Louverture |
| Port-de-Paix   | MTPX | PAX  | Aéroport de Port-de-Paix                    |

## Administration, politique et relations avec la France
Haïti est une république démocratique indivisible, souveraine, indépendante, coopératiste, libre et sociale. Le droit de vote est accordé à tous les citoyens âgés de dix-huit ans et plus.

### Organisation de l'État
Le président de la République est le chef de l'armée et veille à la fois sur le respect de la Constitution et à la bonne marche des institutions de l'État. Le poste par intérim est, depuis le 20 juillet 2021, confié à Ariel Henry.

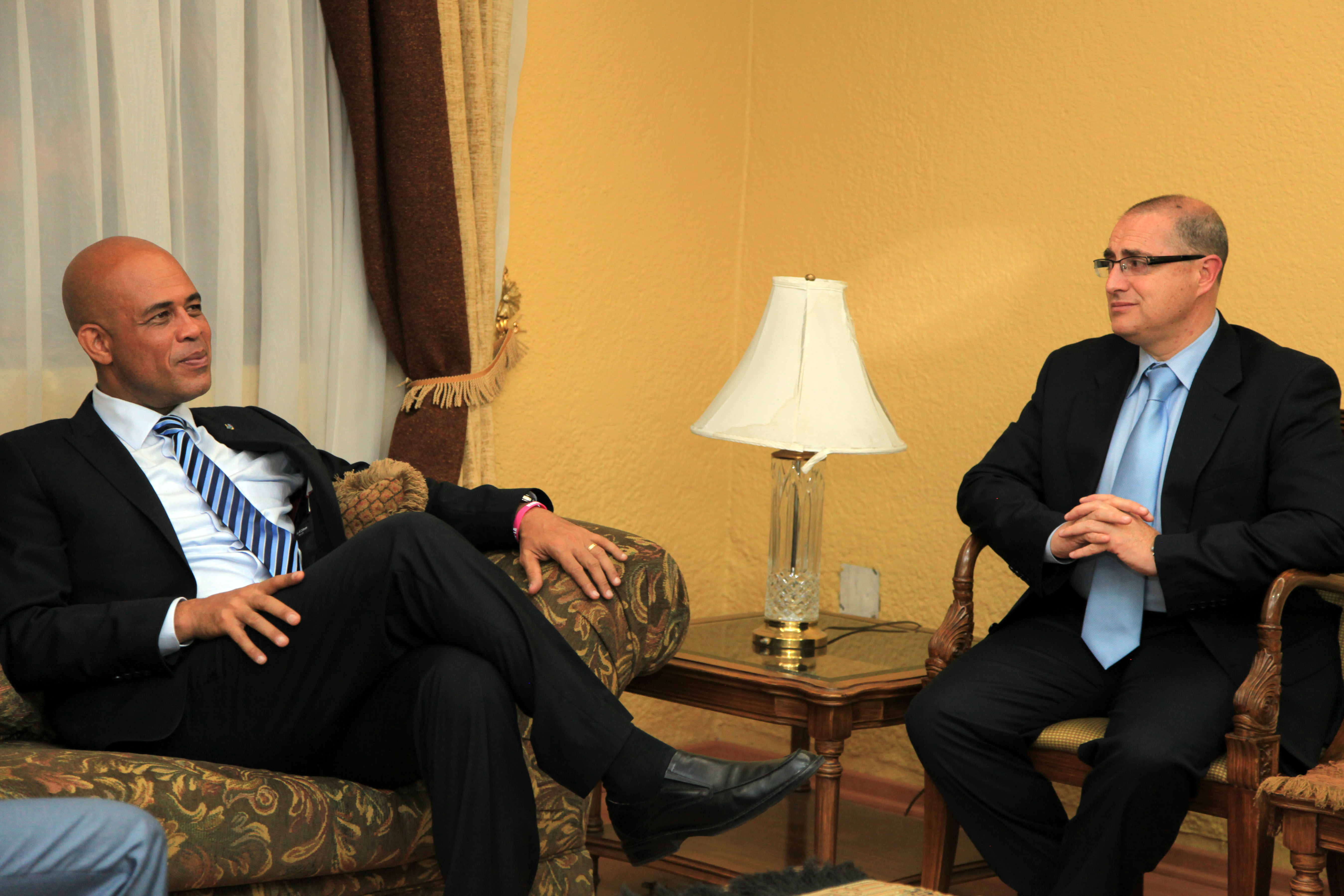
L'ancien président d'Haïti Michel Martelly (à gauche) en 2012.

Le Premier ministre et son gouvernement (représentant du pouvoir exécutif) ont pour rôle de faire exécuter et respecter les lois. Le chef du gouvernement conduit également la politique de la nation selon la vision du président, nomme et révoque les fonctionnaires de l'État.
Le pouvoir législatif est exercé par le parlement haïtien constitué par deux chambres indépendantes :
- le Sénat (l'actuel président du Sénat, qui est aussi de facto le président de l'Assemblée nationale est Joseph Lambert) ;
- la Chambre des députés qui sont indépendants.

La réunion des deux chambres en une seule assemblée constitue l'Assemblée nationale.
Les compétences au sein de l'appareil d'état sont également les suivantes : 
- Le président ne peut être mis à pied que par une mise en accusation de la Chambre des députés et le Sénat qui l'érige en haute cour de justice ;
- Le Premier ministre ne peut pas être révoqué par le président de la République, mais peut être interpellé par l'une des deux chambres et renvoyé après un vote de censure ;
- Le Parlement vote le budget de la République et déclare la guerre ;
- Le Sénat approuve la nomination du chef de la police, du commandant en chef de l'armée, les ambassadeurs et suggère au président une liste des personnages qui doivent faire partie de la cour de cassation et en une seule chambre, ils désignent trois noms pour les représenter au conseil électoral, trois noms au Conseil supérieur du pouvoir judiciaire et à la cour constitutionnelle.

### Découpage administratif et pouvoirs judiciaires
Haïti est divisée en 10 départements, 42 arrondissements, 146 communes et 570 sections communales. Chacune de ces divisions dispose d'un numéro d'identification délivré par l'Ihsi.
La capitale d'Haïti est Port-au-Prince, la plus grande ville du pays. La métropole du Nord dénommée Cap-Haïtien est la seconde ville en dehors de l'arc métropolitain de la capitale. Cette dernière, du fait de son rang d'ancienne capitale notamment sous la colonie française, de son architecture mais aussi du fait de son rôle dans les combats pour l'indépendance, demeure comme un emblème de l'histoire haïtienne.
Le département est la plus grande division territoriale :
| Code ihsi | Département          | Chef-Lieu ou Capitale | Superficie (km2) | Population estimée (2015) | Densité/km2 |
| --------- | -------------------- | --------------------- | ---------------- | ------------------------- | ----------- |
| 05        | Artibonite           | Les Gonaïves          | 4 984            | 1 727 524                 | 346,6       |
| 06        | Centre               | Hinche                | 3 675            | 746 236                   | 203         |
| 08        | Grand'Anse           | Jérémie               | 1 871            | 468 301                   | 250,3       |
| 10        | Nippes(créé en 2003) | Miragoâne             | 1 268            | 342 525                   | 270,1       |
| 03        | Nord                 | Cap-Haïtien           | 2 106            | 1 067 177                 | 506,7       |
| 04        | Nord-Est             | Fort-Liberté          | 1 805            | 393 967                   | 218,3       |
| 09        | Nord-Ouest           | Port-de-Paix          | 2 176            | 728 807                   | 334,9       |
| 01        | Ouest                | Port-au-Prince        | 4 827            | 4 029 705                 | 834,8       |
| 07        | Sud                  | Les Cayes             | 2 794            | 774 976                   | 277,4       |
| 02        | Sud-Est              | Jacmel                | 2 023            | 632 601                   | 312,7       |

Carte des départements haïtiens et leur chef-lieu.

Chaque département est administré par un Conseil de trois membres élus pour quatre ans par l'Assemblée départementale. L'exécutif nomme un délégué départemental, chargé d'administrer les différents ministères déconcentrés et qui travaille de concert avec l'assemblée départementale. Il existe aussi ce qui est couramment appelé le « onzième département », représentant les quelque deux millions d'Haïtiens vivant à l'extérieur du pays : la diaspora haïtienne.
L'arrondissement est le deuxième niveau administratif.
La commune a l'autonomie administrative et financière. Chaque commune de la République est administrée par un conseil de trois membres élus au suffrage universel dénommé conseil municipal.
La section communale est la plus petite entité administrative et dérive des communes. Elle dispose d'un « Conseil d'administration de la section communale » (CASEC) et d'une « Assemblée de la section communale » (ASEC).

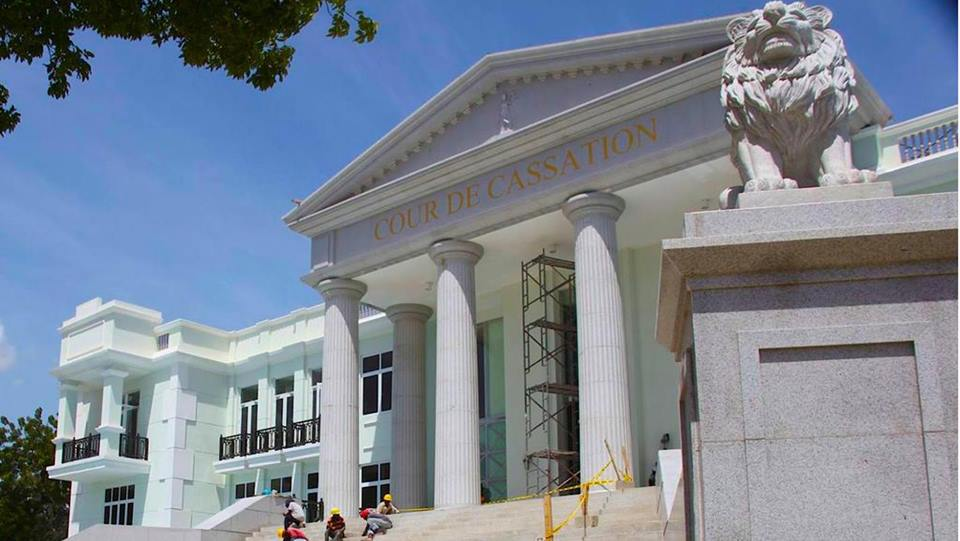
Perron de la Cour de cassation d'Haïti.

En Haïti, le pouvoir judiciaire est exercé par les instances suivantes :
- la Cour de cassation ;
- les Cour d'appel ;
- les tribunaux de première instance ;
- les tribunaux de paix ;
- les tribunaux spéciaux.

La plus haute instance juridique du pays est la Cour de cassation et suivant la publication de la nouvelle constitution amendée sous le président René Préval, Haïti se voit dotée d'une Cour constitutionnelle chargée d'assurer la constitutionnalité des lois. Le Conseil supérieur du pouvoir judiciaire est aussi créé pour renforcer la neutralité de la justice et joue son rôle administratif au sein du pouvoir judiciaire.

### Emblème
- Le drapeau d'Haïti.

### Symbole
- Le caleçon rouge (oiseau).

### Relations avec la France
Haïti, surnommée « la perle des Antilles » depuis l'époque coloniale, était la plus prospère des colonies françaises. Après son indépendance en 1804, aucun chef d'État français ne la visite officiellement jusqu'en 2010, lorsque Nicolas Sarkozy s'y rend (quelques heures), suivi en 2015 par François Hollande. Haïti entretient notamment des relations avec la France à travers l'Organisation internationale de la francophonie (voir section Haïti et la francophonie).

## Économie

Évolution historique du PIB réel par habitant en Haïti et en République dominicaine

Le PIB du pays s'élève à 8,2 Mds USD en 2016 et le PIB par habitant est estimé à 759 USD (2016) ce qui place Haïti comme le Pays Moins Avancé (PMA) des Amériques. Le PIB par habitant exprimé en gourde (monnaie) (la monnaie locale) a progressé de 10% en termes réels depuis 2010. En plus des coûts humain et matériel provoqués par le séisme de janvier 2010, anéantissant 10 années de lutte contre la pauvreté et générant un besoin de reconstruction équivalent à 120% du PIB (environ 10 Mds USD), se sont ajoutés une série d'ouragans (2012 et 2016) et plusieurs vagues de choléra.

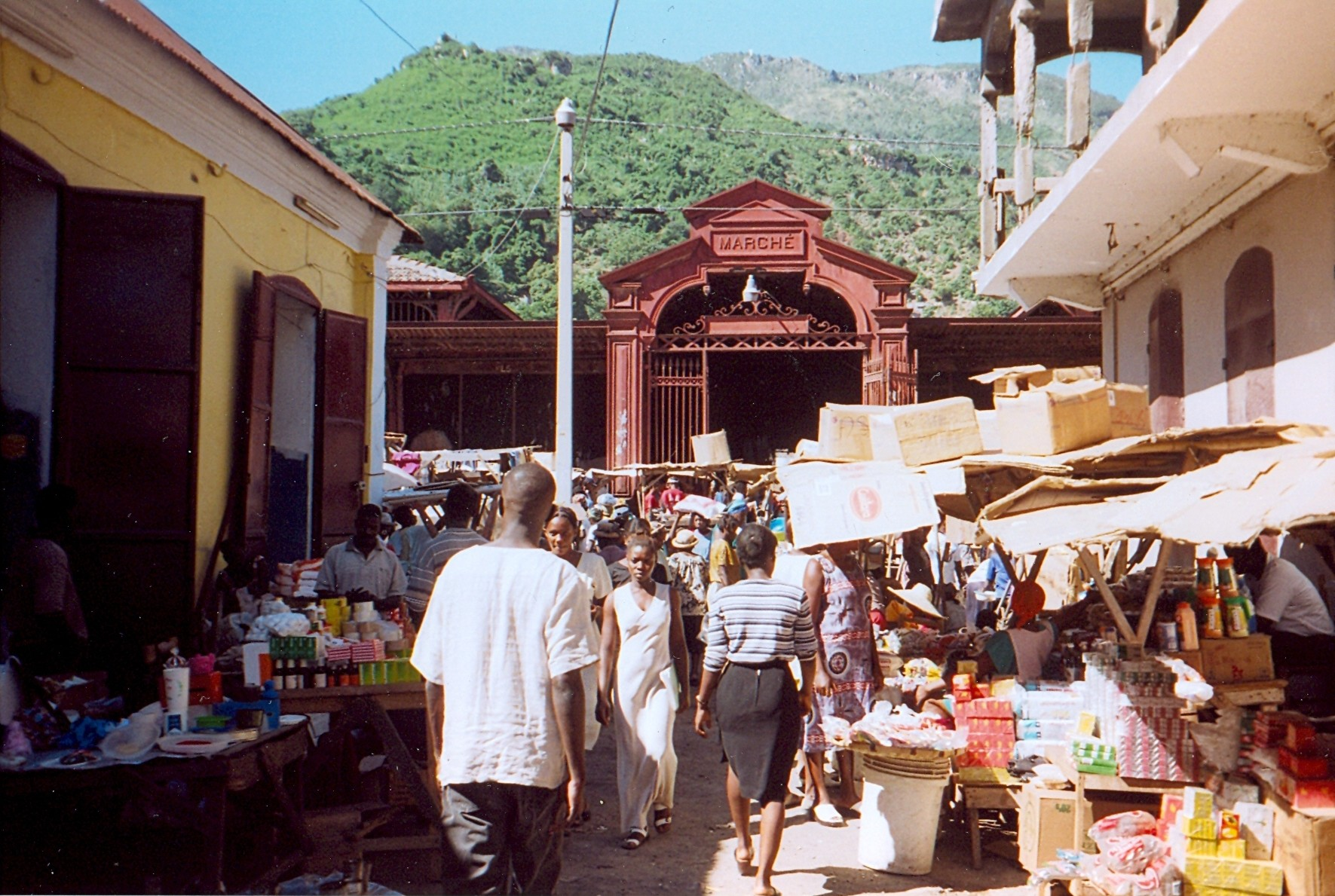
Marché Cluny à Cap-Haïtien.

Sur une population estimée à 10,85 M d'habitants, 70 % des personnes vit sous le seuil de pauvreté et 24 % sous le seuil de pauvreté extrême. Le déséquilibre entre les riches et les pauvres est marquant. Les personnes fortunées d'Haïti ne représentent que 20 % de la population, mais possèdent à elles seules 63 % de la richesse du pays, ce qui ne laisse que 9 % des richesses aux plus démunis.
L'indice de développement humain (IDH) est de 0,535 en 2021 et la part du budget de l'État consacrée à la santé est passée de 16,6 % en 2004 à 4,3 % en 2018. Dans son rapport de mars 2019, la Mission des Nations unies pour l'appui à la Justice en Haïti constate que « les conditions de vie de la population haïtienne se détériorent de plus en plus ». Pour l'ensemble du pays, 5,5 % et 27 % des personnes se trouvent respectivement dans des situations d'urgence et de crise alimentaire ; 2,26 millions de personnes sont classées comme étant en situation d'insécurité alimentaire « et ont besoin d'une aide humanitaire à cet égard ».
Le taux de chômage varie de 50 à 70 % et sa réduction reste un défi à relever pour les autorités haïtiennes.

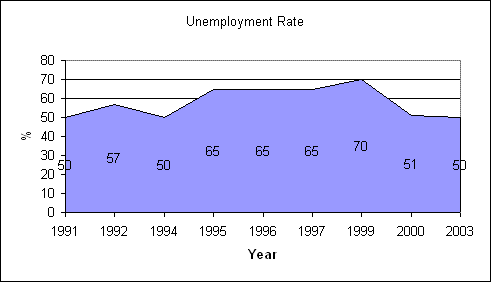
Chômage en Haïti 1991-2003.

Chaque année, pour la saison de la récolte de la canne à sucre, environ vingt-cinq mille Haïtiens rejoignent la République dominicaine. Pour beaucoup, ils se retrouvent à la merci des grands propriétaires dominicains et leur situation est dénoncée comme une forme d'esclavage contemporain par des journalistes. La récolte terminée, la grande majorité de ces travailleurs, endettés et en situation illégale, ne peuvent quitter le pays. Leurs enfants, dont le nombre était estimé à 250 000 en 2008, ne sont pas reconnus par les autorités et sont apatrides, le plus souvent sans accès à l'école ni aux soins médicaux et pour la plupart forcés de travailler dans les plantations dès qu'ils atteignent l'âge de tenir une machette.
De plus, Haïti souffre d'une inflation élevée et d'un manque d'investissement à cause de l'insécurité, des infrastructures limitées et d'un manque de confiance. Le gouvernement dépend en grande partie de l'aide internationale pour construire son budget annuel. Et les transferts d'argent venant de la diaspora haïtienne demeurent néanmoins une importante source de devises pour le pays, puisqu'ils représentent 30 % du produit intérieur brut et deux fois la valeur des exportations. En 2017, ces transferts provenaient principalement des États-Unis, du Canada, de la France ainsi que du Chili dont les transferts représentaient selon la Banque centrale chilienne 92 millions de dollars américains, soit 12,65 % des transferts en provenance de cet État sud-américain.

### Secteurs économiques

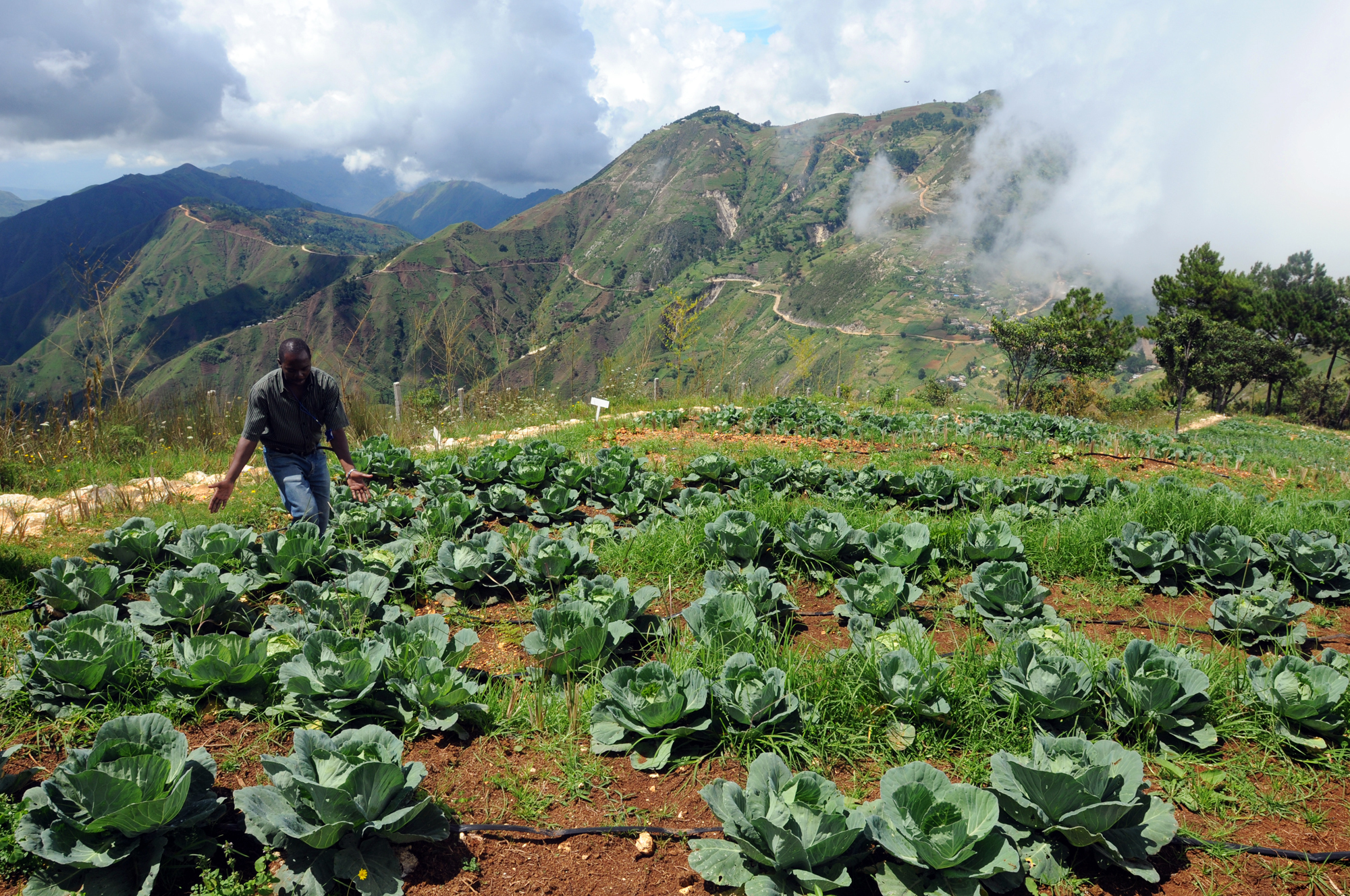
Culture de choux.

Apport de chacun des secteurs économiques dans le PIB haïtien : agriculture 17,58 %, industrie : 56,77 %, services : 25,65 %.
L'agriculture emploie l'essentiel de la main-d'œuvre avec plus des deux tiers de la population en âge de travailler. Les exploitations agricoles sont, avant tout, des fermes de subsistance, de dimensions restreintes. Le café, le cacao, le sisal, le coton, les mangues comptent parmi les produits destinés à l'exportation.
L'explosion démographique et le manque de compétitivité par rapport aux produits importés ont affaibli considérablement ce secteur, dont la production se trouve de plus en plus destinée au marché intérieur avec des produits tels que le maïs, le riz, les fruits.

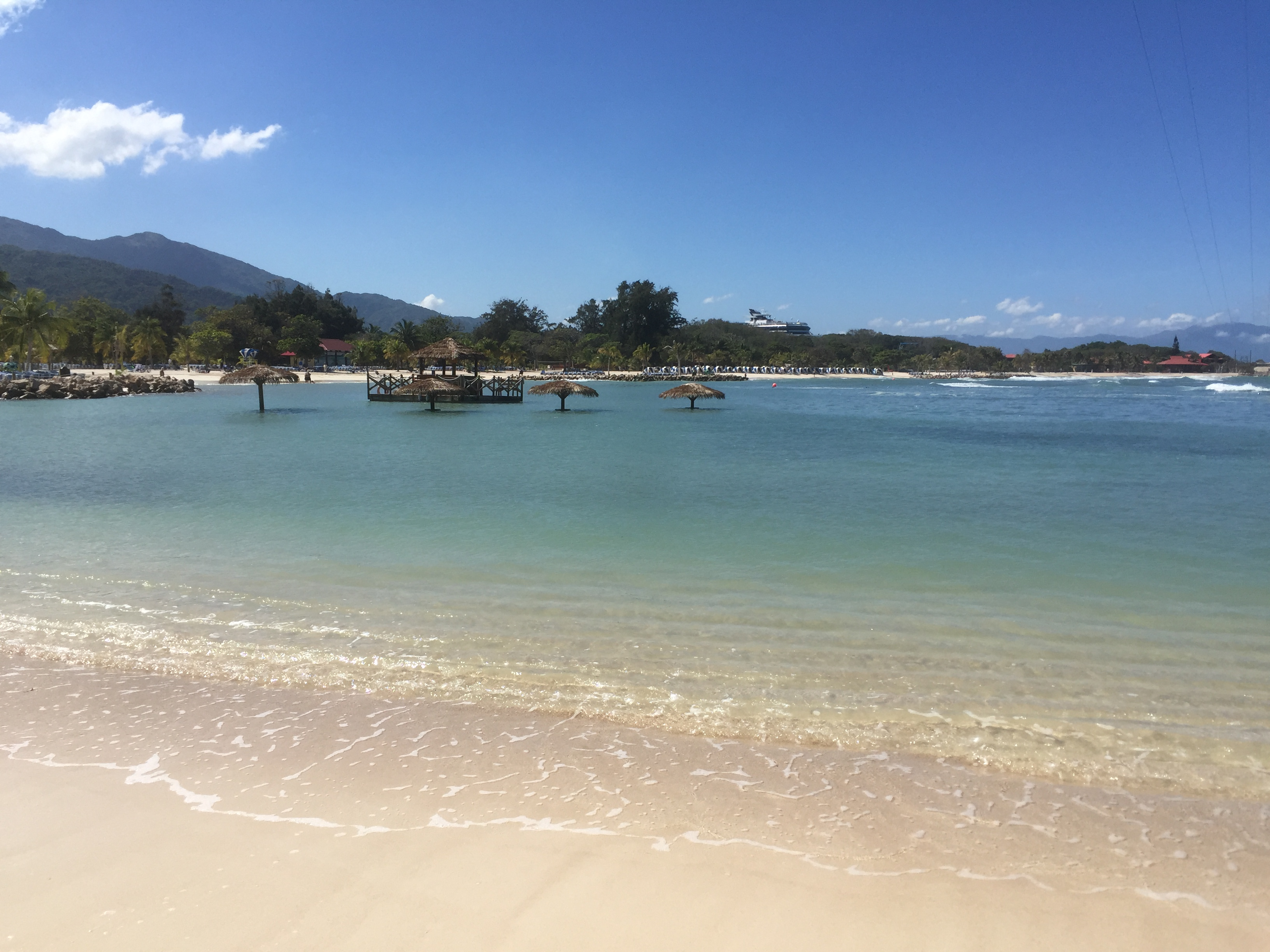
Plage à Labadie, station balnéaire réputée.

Également, s'agissant du secteur primaire de l'économie haïtienne, les principales ressources naturelles exploitées sont la bauxite, le cuivre, le carbonate de calcium, la pierre à chaux, l'or, la marne et l'hydroélectricité. Toutefois, seule la bauxite a été exploitée commercialement à une échelle significative.
L'industrie concentre la majorité de ses activités dans la capitale Port-au-Prince. Et les principaux produits qui y sont fabriqués sont : les composants électroniques, le textile et les balles de baseball.
Le tourisme en Haïti est à la fois culturel, avec des forts, dont la citadelle La Ferrière et le palais de Sans-Souci et des villes comme Labadie ainsi que naturel, avec les plages d'eau turquoise de Jacmel. Surnommée autrefois la « perle des Antilles », Haïti bénéficie d'un climat tropical.
Après l'embargo contre Cuba décidé par le président américain John Fitzgerald Kennedy en 1962 (et levé partiellement en 2000 seulement), Haïti devient un lieu de villégiatures pour riches touristes américains.

#### Relations commerciales
Les principaux partenaires commerciaux de la république d'Haïti sont les États-Unis, la République dominicaine, le Canada, la France et l'Allemagne.

### Aides au développement

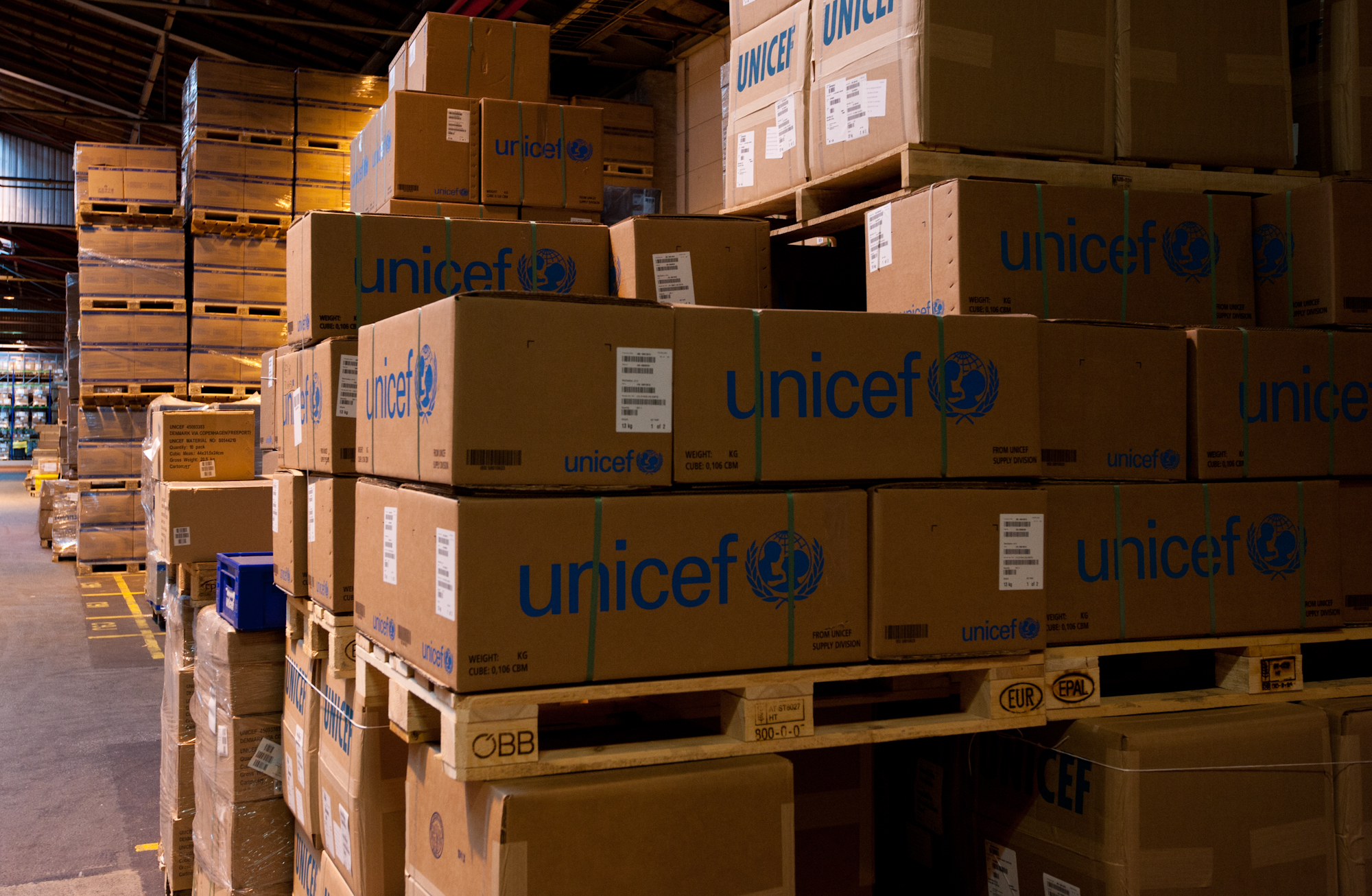
L'Unicef contribue au développement d'Haïti.

En octobre 2008, le Congrès américain a voté la loi HOPE II (HOPE pour Hemispheric Opportunity through Partnership Encouragement : « opportunité hémisphérique par l'encouragement aux partenariats », sachant que « hope » signifie « espoir » en anglais), pour permettre aux produits manufacturiers, particulièrement le textile d'avoir accès sans tarif douanier au marché américain.
Les programmes sociaux établis par le gouvernement sont limités, en dépit d'une nette augmentation en 2009. Certaines agences offrent des pensions de retraite et des allocations pour les accidents du travail. L'accès aux emprunts est faible, 2 % du crédit du système bancaire finance le secteur agricole et le développement rural.
Haïti reçoit également des aides multiformes venant de l'intérieur de son propre pays. Plusieurs associations, institutions et fondations participent à la reconstruction du pays et à son développement. Parmi ces organismes, la Fondation pour le développement du tourisme alternatif en Haïti (FONDTAH), qui élabore le développement d'un tourisme alternatif adapté aux conditions du pays. La FONDTAH participe avec la Société d'exploitation du Parc naturel Quisqueya (SODEPA) de Fonds-Parisien, l'Association des artistes et artisans de la Croix-des-Bouquets (ADDAC), l'Association pour le développement de Bas-Boën (ADEBABO), le ministère de l'agriculture et celui de l'environnement, au développement du village de réfugiés du cataclysme dans la section communale de Fonds-Parisien située sur la commune de Ganthier dans le département de l'Ouest d'Haïti.
D'autres organismes et associations contribuent au développement du pays et à l'aide multiforme, notamment depuis le tremblement de terre de 2010. Parmi ces organismes, il y a des institutions haïtiennes parmi lesquelles l'Institut de technologie et d'animation, le Collectif du Financement Populaire (KOFIP), le Conseil national de financement populaire ; ainsi que des associations françaises telles que Handicap International, Aide et Action, sans oublier les actions de l'Unicef, celle du Programme alimentaire mondial et de the 410 Bridge, une ONG américaine dont le quartier général est basé à Atlanta. World Vision International (ou Vision du monde) est un organisme international luttant contre la pauvreté un peu partout en Haïti depuis 1959.
La Banque mondiale (BM), avec l'assistance du gouvernement haïtien, a identifié trois domaines qui demandent le plus de soutien à la suite du tremblement de terre de 2010. Le premier consiste à augmenter les possibilités économiques à l'extérieur de la capitale, c'est-à-dire de développer les énergies renouvelables. Ensuite, le pays doit renforcer l'accès aux services humanitaires avec l'amélioration des écoles et du service de la santé et, finalement, il doit améliorer les protections en cas de catastrophes naturelles, en renforçant les infrastructures, les ponts et les routes.
Le Venezuela apporte une aide économique de près de 4 milliards de dollars dans le cadre de l'accord PetroCaribe pour financer des projets sociaux. Une part importante de cette aide a été détournée, en particulier sous l'administration de Michel Martelly.

### Dette
Le 17 avril 1825, le roi de France Charles X concède « l'indépendance pleine et entière » à l'ex-colonie d'esclaves française moyennant une somme de 150 millions de francs-or, soit 18 milliards de dollars actuels (la somme sera ramenée en 1838 à 90 millions de francs). Cette somme sera obtenue après avoir contracté une dette qui ne sera remboursée en totalité qu'en 1950 ou 1972[Passage contradictoire (Deux sources se contredisent de manière significative sur l'année du dernier remboursement. Dalembert : "La dette ne sera définitivement soldée, remboursée au dernier sou, qu'en 1972." ; Piketty : "La dette de 1825 fut officiellement éteinte et définitivement remboursée au début des années 1950.")],.
Dans les années 1880, les finances publiques sont dans un extrême désordre, vu l'instabilité politique persistante. Le revenu est évalué à 21,5 millions de francs et les dépenses au double de cette somme. La dette publique s'élève alors à 12 millions de piastres fortes (1 piastre valant 5 francs) dont 308 000 piastres pour le solde de la dette française (1 540 000 francs).
Le 7 avril 2003, le président Jean-Bertrand Aristide a réclamé officiellement à la France près de 21,7 milliards de dollars en « restitution et réparation » de la dette.
Parallèlement, une dette extérieure totale de 1,2 milliard de dollars « s'est construite sur la dette de l'indépendance », notamment sous « la dictature des Duvalier entre 1957 et 1986 ».
Sans nier une dette de la France à l'égard de leur pays, l'opposition et les intellectuels de la diaspora refusent de s'associer à une demande, émanant d'un régime aussi corrompu et peu démocratique que celui du président Aristide.
En 2009, à la suite de l'Initiative pays pauvres très endettés, 1,2 milliard de dollars de dette ont été annulés par la Banque mondiale et le FMI.
Début 2010, la dette extérieure est évaluée par Oxfam International à 890 millions de dollars soit 734 millions d'euros.

### Situation économique des ménages
Accès aux services sociaux de base
En 2007, le pays présentait un déficit important en services sociaux de base : éducation, eau, santé, assainissement.
La part du budget de l'État consacrée à la santé est passée de 16,6% en 2004 à 4,3% en 2018, alors que la population a augmenté.
Le pays ne compte qu'un lit d'hôpital pour 1 502 habitants, un médecin pour 3 353 habitants, et 124 lits de réanimation sur tout son territoire. Les institutions sanitaires – pour la plupart privées – manquent de tout : d'équipements, de matériel de protection, de médicaments, d'accès à l'eau et à l'électricité, etc.

## Population

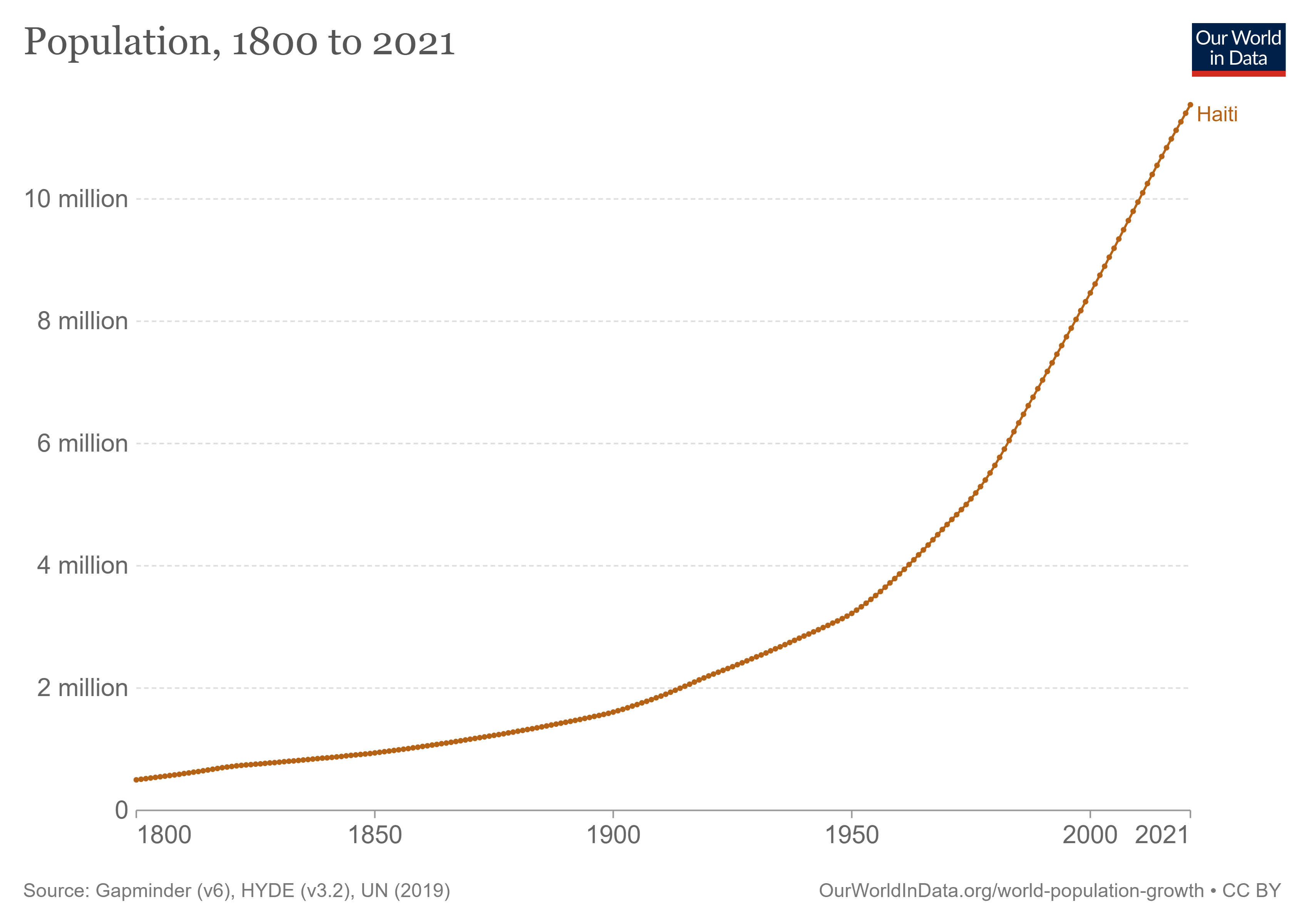
Évolution de la démographie entre 1800 et 2021. Population en millions d'habitants.

### Démographie
En 1790, la population de la colonie, alors nommée Saint-Domingue, s'élevait à environ 500 000 personnes dont 38 360 Européens, 433 270 Africains ayant le statut d'esclave et 28 370 hommes de couleur libres. Haïti a même été qualifié de petit « bout d'Afrique ».
Dans les années 1880, elle comprenait environ 570 000 habitants.
La population d'Haïti est estimée à 11 911 819 habitants en 2018 dont environ 52% vivent en milieu urbain. La grande majorité de la population est de religion chrétienne. Haïti est le pays le plus peuplé des Caraïbes, devant Cuba. Il a retrouvé cette place en 2020, plus de deux siècles après l'avoir perdue au profit de Cuba, au cours de la première décennie du XIXe siècle, à la suite de la révolution et de la guerre d'indépendance.

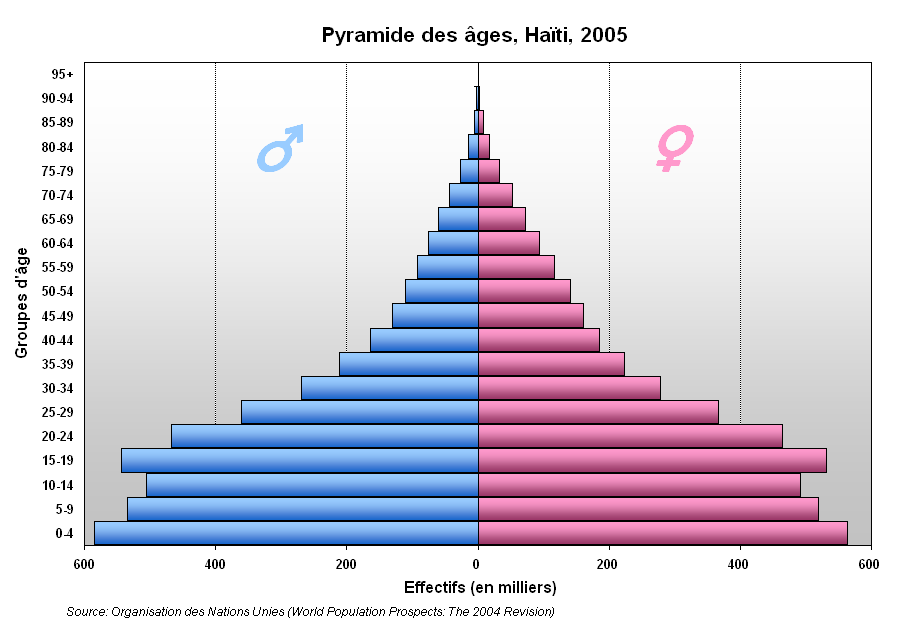
Pyramide des âges en Haïti, en 2015.

La plus grande agglomération est la capitale Port-au-Prince avec près de 2 300 000 habitants (est. 2009), suivie du Cap-Haïtien avec 250 000 habitants environ.
80 à 85 % de la population haïtienne est d'ascendance africaine tandis que les 15 à 20 % restants sont issus de métissage (la plus grande proportion se trouvant dans le sud de l'île) ou sont d'origine européenne (française, italienne, allemande, polonaise, portugaise, espagnole). Les Blancs descendants de colons installés avant l'indépendance de 1804 représentent moins de 1% de la population. Il existe aussi une population d'origine arabe, arménienne, juive ou encore indienne (de l'Inde) et asiatique. Selon les tests ADN effectués par certains Haïtiens, la plupart ont une petite quantité de sang arawak/Taïno — le peuple autochtone de l'île.

### Langues officielles et de la diaspora
Haïti possède deux langues officielles : le créole haïtien et le français.
Le créole haïtien, à base lexicale française, dit kreyòl, est plus administré que la langue des autres pays qui parlent un créole, car il possède une grammaire. La Constitution de 1987 institue en son article 213 une « Académie haïtienne », « en vue de fixer la langue créole et de permettre son développement scientifique et harmonieux ». Cependant, ce n'est qu'en 2013 qu'une loi est rédigée par le parlement pour véritablement mettre sur pied l'Académie, dont le nom français final est « Académie du créole haïtien ».
Quasiment tous les Haïtiens parlent le créole comme langue maternelle, tandis qu'une minorité d'entre eux, soit 40%, maîtrise le français appris au cours de leur scolarité ou qu'ils peuvent entendre à la radio et à la télévision et lire dans la presse.
Le français, depuis l'Acte de l'Indépendance de la République d'Haïti en 1804 (le texte est rédigé dans cette langue), demeure la langue administrative.

#### Haïti et la francophonie

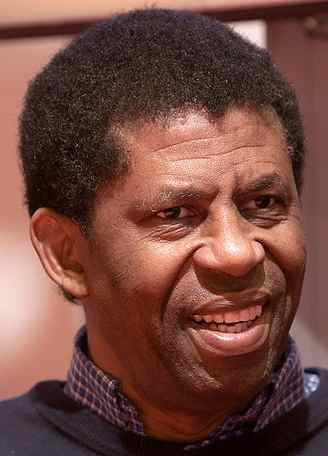
Dany Laferrière, écrivain haïtien, a été nommé à l'Académie française en 2013.

Haïti fait partie de la francophonie et est membre de l'Organisation internationale de la francophonie depuis sa création et de l'Assemblée parlementaire de la francophonie.
Son entrée à l'Union panaméricaine, l'actuelle OEA (Organisation des États américains), a permis au français de devenir l'une des langues officielles de travail de cet organisme. Tout comme à la conférence de Bretton Woods, quand l'utilisation du français comme langue de travail à l'Organisation des Nations unies naissante ne fut décidée que par une voix de majorité, grâce à celle d'Haïti, qui avait voté en faveur de cette décision. Haïti fut également membre fondateur de l'Agence de coopération culturelle et technique (ACCT), lors de la création de celle-ci le 20 mars 1970.
Chaque chef-lieu de département dispose d'un centre de l'Alliance française. Et malgré une influence croissante de l'anglais, du fait de la proximité géographique avec les États-Unis, le français reste en Haïti une langue vivante et très utilisée.
En décembre 2010, Max Jean-Louis, jeune Haïtien alors âgé de 20 ans, est élu administrateur du Centre de la francophonie des Amériques, situé à Québec.
Les maires des villes haïtiennes de Cap-Haïtien, Pétion-Ville, Carrefour et Port-au-Prince sont membres de l'Association internationale des maires francophones.
En 2013, l'écrivain haïtien Dany Laferrière est élu au premier tour à l'Académie française. Auteur de nombreux succès, Laferrière a notamment commencé sa carrière littéraire par le roman Comment faire l'amour avec un nègre sans se fatiguer. Enfin, on peut aussi noter la présence de l'Institut français en Haïti, qui veille également au rayonnement de la langue française dans le pays.

#### Les langues de la diaspora haïtienne
En raison de la diaspora haïtienne installée en République dominicaine, aux États-Unis (notamment à Miami et à New York) et aussi de la forte présence passée de Brésiliens (MINUSTAH et missionnaires) dans le pays, un certain nombre d'Haïtiens savent s'exprimer couramment en espagnol et en anglais.
Une autre partie de cette diaspora s'est dirigée vers les pays ou régions francophones comme la France et les départements français d'Amérique, le Canada (au Québec et notamment à Montréal), la Belgique et la Suisse. Récemment, des dizaines de milliers d'Haïtiens se sont installés au Chili et au Brésil.

## Société

### Éducation

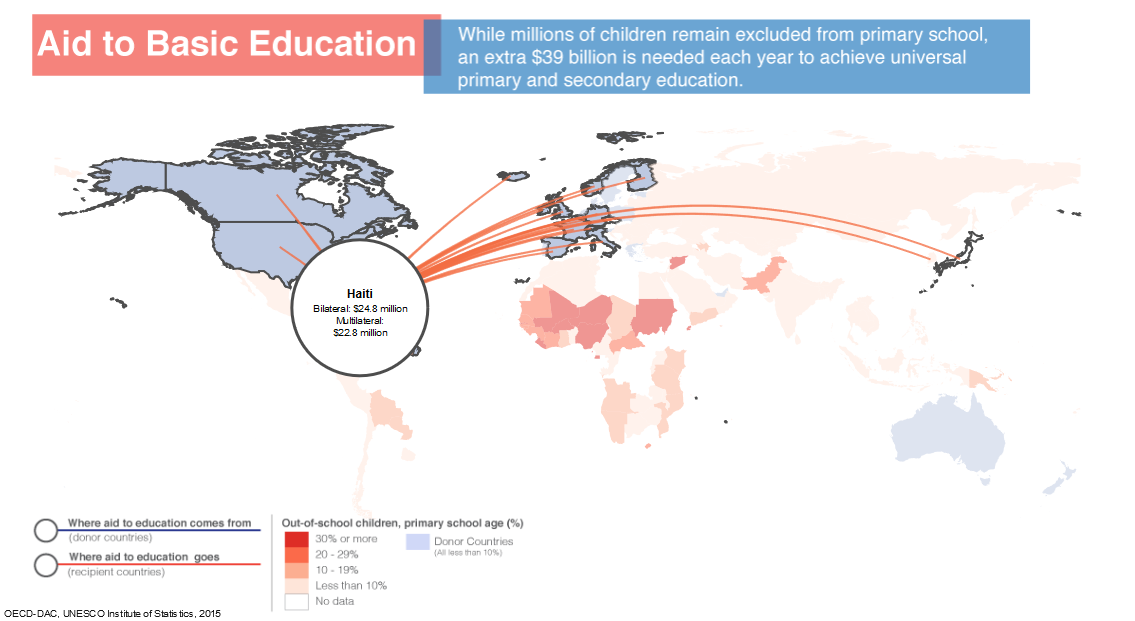
Aide de base à l'éducation par pays donateurs via l'UNESCO vers Haïti, 2015.

Le taux d'alphabétisation est évalué à 62 %.
Le système éducatif haïtien reste confronté à d'énormes défis malgré le bond significatif du niveau de fréquentation scolaire (77 % en 2012, EMMUS V, contre 50 % en 2005, selon EMMUS 4), le Programme scolaire universel gratuit et obligatoire (PSUGO), la forte demande d'éducation et le soutien de la communauté internationale.
L'accès demeure encore limité sans compter que la qualité et la gouvernance constituent un défi majeur. Entre autres facteurs ayant conduit à cette situation, on peut citer les contraintes budgétaires se traduisant par un investissement public très limité dans le secteur (autour de 10 % du budget en moyenne), la pauvreté massive de plus de 70 % de la population, une législation inadéquate, des normes et pratiques sociales défavorables, des crises récurrentes telles que les désastres naturels (notamment le séisme du 12 janvier 2010), de même que les capacités organisationnelles et de gestion très limitées du Ministère de l'Éducation nationale.
Selon le dernier recensement scolaire (2011) seule 20 % de l'offre éducative vient du secteur public, le reste étant entre les mains du secteur non-public, la plupart du temps géré sans réglementation et opérant en dessous des normes minimales de qualité. Malgré son importance avérée, l'accès à des activités ciblant les jeunes enfants (0–5 ans) demeure très limité (67 % de taux brut de scolarisation au préscolaire 3–5 ans, MENFP 2011). La faiblesse de la qualité se traduit notamment par des taux moyens de redoublement de 15 % et des taux d'abandon autour de 13 %. Combinés aux entrées tardives, ces facteurs augmentent la proportion des sur-âgés à l'école fondamentale (65 %). On note que le taux de survie en 5e année du primaire est faible (25 %). Cette situation préoccupante s'explique en grande partie par la proportion élevée d'enseignants non qualifiés (plus de 65 %), les conditions d'apprentissage défavorables, et la non-application des normes et standards pouvant garantir un enseignement de qualité. Parmi les enfants les plus affectés par l'accès limité ainsi que l'absence de qualité, on peut citer ceux du milieu rural, ceux des familles pauvres des bidonvilles des grands centres urbains, les enfants séparés de leur famille (centres résidentiels, enfants en domesticité, enfants des rues), les enfants handicapés et les enfants déplacés.

### Santé

#### Hôpitaux en Haïti
Quelques-unes des structures hospitalières sont les suivantes :
- l'Hôpital Albert-Schweitzer Haïti, fondé en 1956, à Deschapelles ;
- l'Hôpital universitaire Justinien (CHU), à Cap-Haïtien ;
- l'Hôpital universitaire de Mirebalais, à Mirebalais ;
- l'Hôpital adventiste d'Haïti, à Port-au-Prince.

#### Épidémie de choléra

Carte de l'épidémie de choléra de 2010.

En octobre 2010, dans des circonstances peu claires, une épidémie de choléra a éclaté. Elle a démarré le long d'un affluent du fleuve Artibonite, la rivière Meye, et a rapidement atteint toutes les zones en aval le long de l'Artibonite ; un rapport amène à penser que la souche microbienne aurait été importée lors de l'arrivée de soldats népalais de l'ONU.
En décembre 2011, le ministère haïtien de la Santé et de la Population dénombrait plus de 6 500 morts dues à cette épidémie de choléra. Alors que l'épidémie n'avait pas encore été arrêtée, à la mi-mai 2012, ce même ministère décomptait plus de 540 000 cas de contagions parmi lesquels 7 000 décès.

### Religion

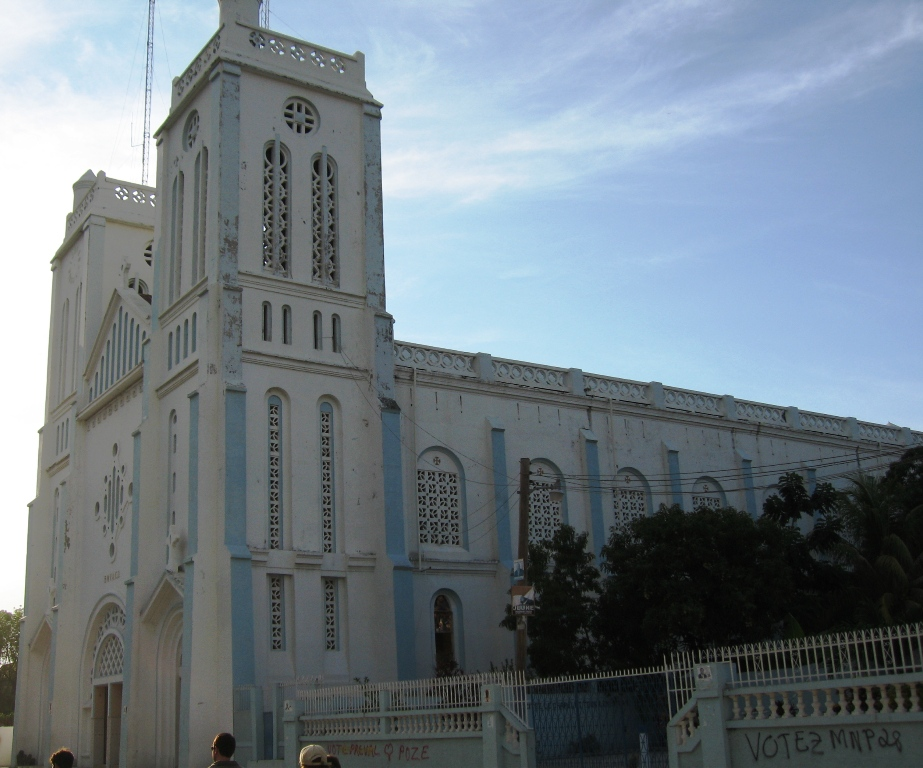
Cathédrale de Les Cayes.

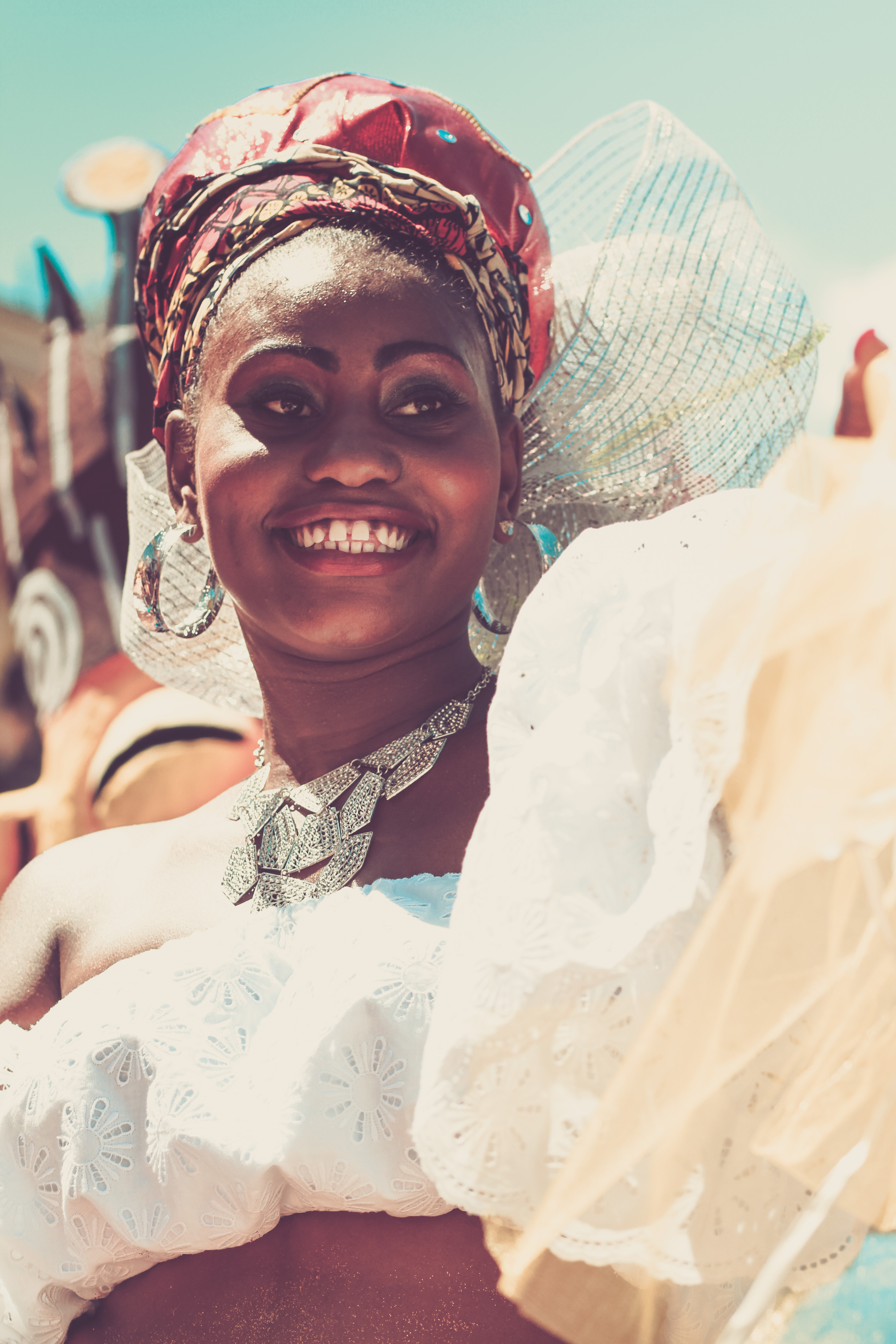
Carnaval de Jacmel en 2014.

Selon le CIA World factbook, la distribution des religions est la suivante :
- catholique : 54,7 % ;
- protestante : 28,5 % (dont : baptistes 15,4 %, pentecôtistes 7,9 %, adventistes 3 %, méthodistes 1,5 %) ;
- vaudou : 2,1 % ;
- autre : 4,6 % ;
- aucune : 10,2 %.

Le vodou (vaudou), religion originaire du Bénin et apportée par les esclaves noirs sur l'Île, a été reconnu officiellement comme religion en 2003 sous l'administration du président Jean-Bertrand Aristide. De nombreux Haïtiens pratiquent le vaudou tout en se déclarant d'une autre religion, principalement le catholicisme.

### Fêtes, festivals et jours fériés
- Carnaval d'Haïti (appelé aussi « Mardi gras ») se déroule au mois de février et est l'un des évènements majeur de l'année. Il est fêté dans la capitale ou dans d'autres villes du pays. Et chaque année un thème précis est imposé, comme celui de 2016 qui avait pour thème « Ayiti Toutan » ;
- Carnaval de Jacmel ;
- Carnaval des fleurs (juillet) ;
- Festival international de jazz de Port-au-Prince se déroule au mois de janvier, depuis 2007, dans la ville de Port-au-Prince ;
- Festival Quatre Chemins (novembre-décembre) ;
- Marathon du Livre.

| Date                          | Nom français | Nom local      |
| ----------------------------- | --- | -------------- |
| 1er janvier                   | Jour de l'indépendance | Jour de l'an   |
| 2 janvier                     | Jour des Aïeux |                |
| 12 janvier                    | Commémoration du tremblement de terre de 2010 qui a dévasté Port-au-Prince, Léogâne, Jacmel ; une partie des départements de l'Ouest et du Sud-Est d'Haïti (Jacmel) (jour férié) |                |
| 7 février (tous les cinq ans) | Investiture du Président élu |                |
| 7 avril                       | Mémoire de Toussaint Louverture, précurseur de l'indépendance |                |
| 1er mai                       | Jour de l'Agriculture et du Travail |                |
| 18 mai                        | Fête du Drapeau et de l'Université |                |
| 27 juin                       | Notre-Dame du Perpétuel Secours, patronne d'Haïti |                |
| 15 août                       | Notre-Dame de l'Assomption |                |
| 17 octobre                    | Mémoire de Jean-Jacques Dessalines, père de la Nation |                |
| 1er novembre                  | Tous les Saints |                |
| 2 novembre                    | Commémoration des Fidèles défunts | Fête des morts |
| 18 novembre                   | Bataille de Vertières, dernière bataille de la guerre de l'indépendance |                |
| 25 décembre                   | Nativité de Jésus-Christ | Noël           |

### Droits LGBT
En 2008, quelques personnes ont défilé lors de la première marche des fiertés du pays. En 2010, à la suite du tremblement de terre touchant l'île et les problèmes qui en découlent, le groupe FACSDIS est fondé à Port-au-Prince. L'association vise à regrouper et se battre pour les droits des femmes lesbiennes et bisexuelles. Le 17 mai 2012 a eu lieu le premier congrès national contre l'homophobie. La même année, l'association Kouraj crée le mouvement M pour lutter contre l'homophobie.

### Téléphonie et internet

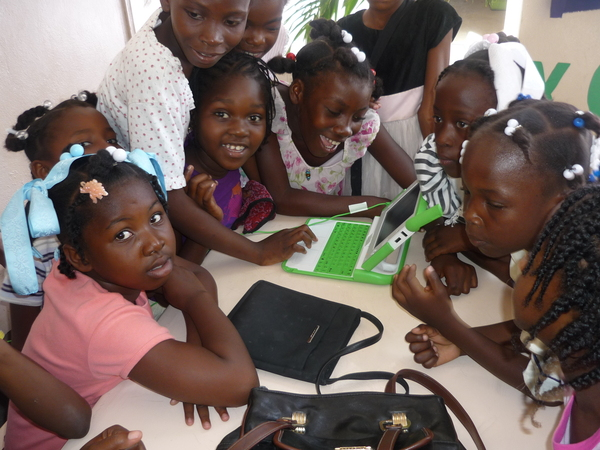
Écolières employant un ordinateur portable.

Le réseau de téléphonie mobile est peu développé en Haïti, mais l'offre de service est en progression notable. En 2008, seulement 428 personnes sur 1 000 disposent d'un téléphone mobile, tandis que 300 personnes ont accès à internet. Néanmoins, grâce à l'arrivée de nouveaux opérateurs téléphoniques et fournisseurs d'accès à internet à l'instar de la Natcom, entreprise haïtiano-vietnamienne, en 2011 et l'extension du réseau de la Digicel, beaucoup de progrès sont réalisés dans ce secteur. Par ailleurs, la jeunesse haïtienne est très connectée.

### Criminalité
La criminalité a significativement augmenté depuis 2018, notamment du fait de la crise économique.
De 2016 et 2018, on enregistrait une moyenne de 50 enlèvements par an, contre plus de 1 000 en 2021, et le nombre d'homicides a été multiplié par cinq. Les bandes criminelles contrôlent de nombreux quartiers et se livrent de sanglantes guerres de territoire, poussant des milliers d'habitants à fuir.
Ces bandes criminelles « tirent leurs ressources des enlèvements, du racket, de leurs liens avec l'élite économique. [Elles] sont moins le fruit de l'absence de l'État haïtien que de la privatisation de ses services. La force publique a été déléguée aux bandes armées afin de réprimer la contestation sociale, d'asseoir le pouvoir des dirigeants et d'assurer leur impunité. De nombreuses enquêtes mettent en évidence la responsabilité de hauts fonctionnaires d'État et d'agents de police dans les attaques de gangs, ou en les approuvant.
Le massacre des habitants de La Saline, en 2018, perçus comme opposants, est l'œuvre de l'administration Moïse », note le politologue Frédéric Thomas.
L'assassinat de Jovenel Moïse la nuit du 6 au 7 juillet 2021 par un commando armé entré dans sa résidence privée à Port-au-Prince semble participer de ce contexte, et il a aggravé la situation. 40 suspects avaient été rapidement arrêté par la police haïtienne (dont une vingtaine de mercenaires colombiens), puis l'enquête a localement piétiné en raison d'un système judiciaire défaillant. Elle s'est cependant poursuivie sous l'égide de la justice américaine, car c'est en Floride que le complot semble avoir été préparé. Et en mars 2023, dans le cadre de l'enquête criminelle, 4 nouveaux suspects s'ajoutaient aux 7 déjà emprisonnés aux États-Unis pour leur participation supposée à l'assassinat du président Moïse (en juillet 2021). Arrêtés en Floride où ils habitent, ils sont accusés d'avoir planifié mais aussi financé l'assassinat. Selon Matthew Olsen, chargé des questions de sécurité nationale au ministère de la Justice, trois d'entre eux : Arcangel Pretel Ortiz (Colombien, âgé de 50 ans), Antonio Intriago (Vénézuélien de 59 ans), et Walter Veintemilla (Américain originaire de l'Équateur, 54 ans), sont des patrons de sociétés de sécurité privée du sud de la Floride, qui dans cette affaire criminelle, « cherchaient à tirer des bénéfices » d'un changement de président, en échange de « contrats dans le domaine de la sécurité et de la construction auprès de ceux qui étaient censés prendre le pouvoir après la chute du président Moïse ». Le dernier suspect (Frederick Bergmann) est un Américain de 64 ans, qui les aurait matériellement aidé. L'acte d'accusation précise qu'Ortiz et Intriago dès février 2021 discutaient avec Christian Sanon (Américano-Haïtien « qui souhaitait devenir président d'Haïti » et fin avril 2021, Veintemilla s'était joint à eux pour, alors, susciter une émeute ayant pour objet de pousser le président à la démission. Pour cela, ils avaient recruté d'anciens soldats colombiens (d'avril à juin 2021) et préparé l'achat d'armes. Puis, toujours selon l'accusation, constatant que Christian Sanon ne pouvait être légalement élu et qu'il n'était pas assez populaire pour être élu président, les complotistes ont passé un « contrat » avec un ancien juge de la Cour suprême haïtienne, qui s'était aussi engagé à servir leurs intérêts une fois au pouvoir, envisageant cette fois un assassinat, avec « l'appui » de cinq complices (déjà arrêtées et transférées aux États-Unis entre mars 2022 et mars 2023, dont deux sont des ex-militaires colombiens). Parmi ces 11 inculpés, 9 le sont pour « complot en vue de tuer une personne en dehors des États-Unis » ; ils encourent pour cela la peine de mort. Christian Sanon et Frederick Bergmann sont eux poursuivis pour exportation illégale de gilets pare-balles vers Haïti.
Début mars 2023, un rapport de l'ONU s'inquiète du fait que des armes à feu de calibres de plus en plus élevés sont illégalement transportées à Haïti, contribuant à un niveau de violence croissant (de 2019 à 2022, le nombre d'homicides a doublé, passant de 1.141 à 2.183, alors que les enlèvements restent courants).

## Culture

### Presse papier, presse en ligne
Dans la catégorie de la presse hebdomadaire, citons par exemple : Haïti Liberté et Haïti Progrès. Dans la catégorie de la presse quotidienne, citons : Le Matin et Le Nouvelliste.
Dans la catégorie de la presse en ligne, citons : Balistrad.

### Littérature

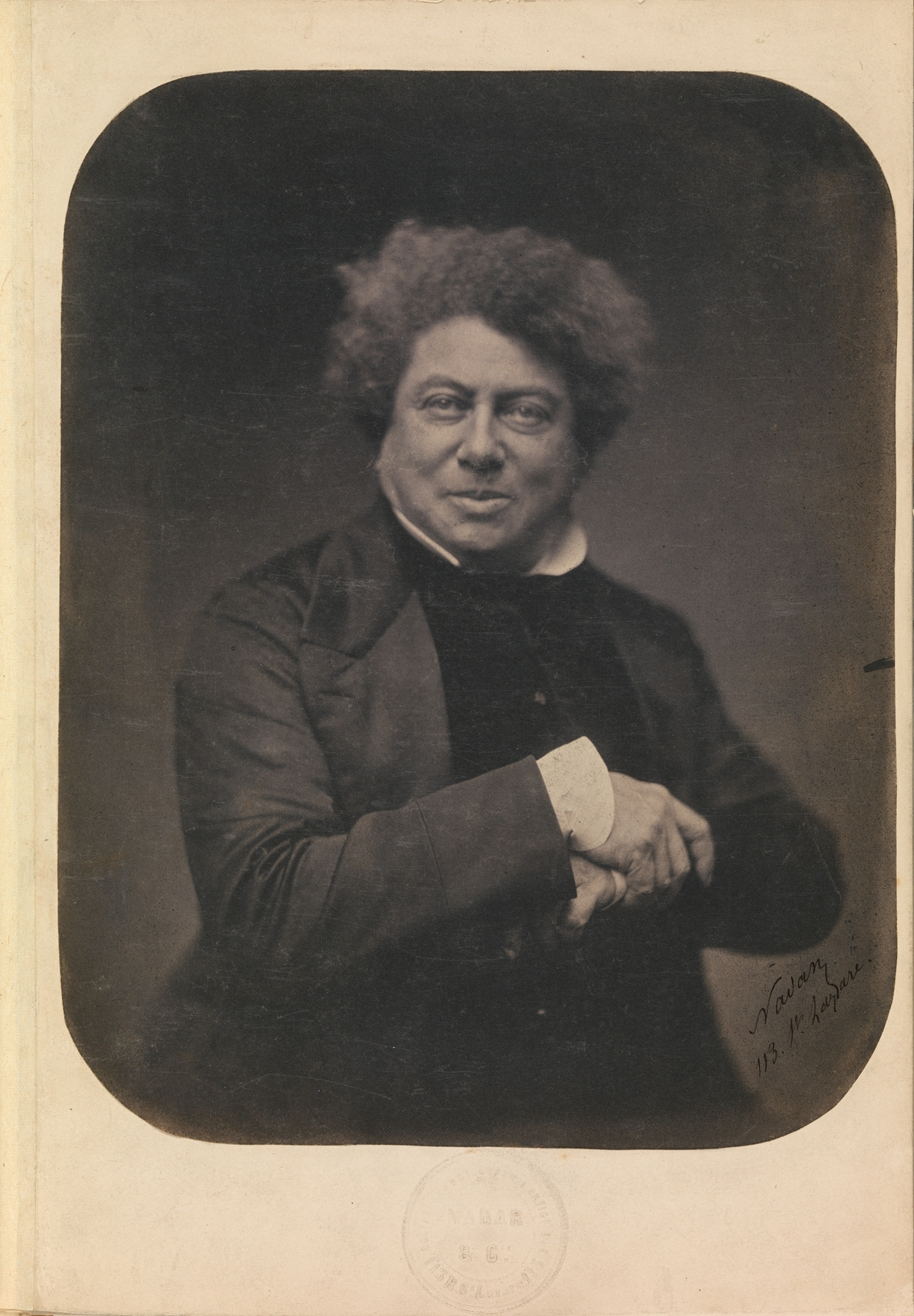
Le grand écrivain Alexandre Dumas est affilié à Haïti.

La littérature haïtienne et la vie politique ont toujours été fortement imbriquées, à tous les stades de l'histoire d'Haïti. Les intellectuels haïtiens se sont tournés, successivement ou simultanément vers la France, l'Angleterre, les États-Unis, le Canada et puisent aux sources des traditions africaines. Dans le même temps, l'histoire d'Haïti a toujours été un matériau riche d'inspiration pour la création littéraire, avec ses héros, ses soulèvements, ses cruautés et ses rites.

### Musées
- Musée du Panthéon national haïtien ;
- Parc national historique - Citadelle, Sans Souci, Ramiers ;
- Parc historique de la Canne à Sucre ;
- Musée national d'Haïti ;
- Musée Ogier-Fombrun.

### Peinture, cinéma et artisanat

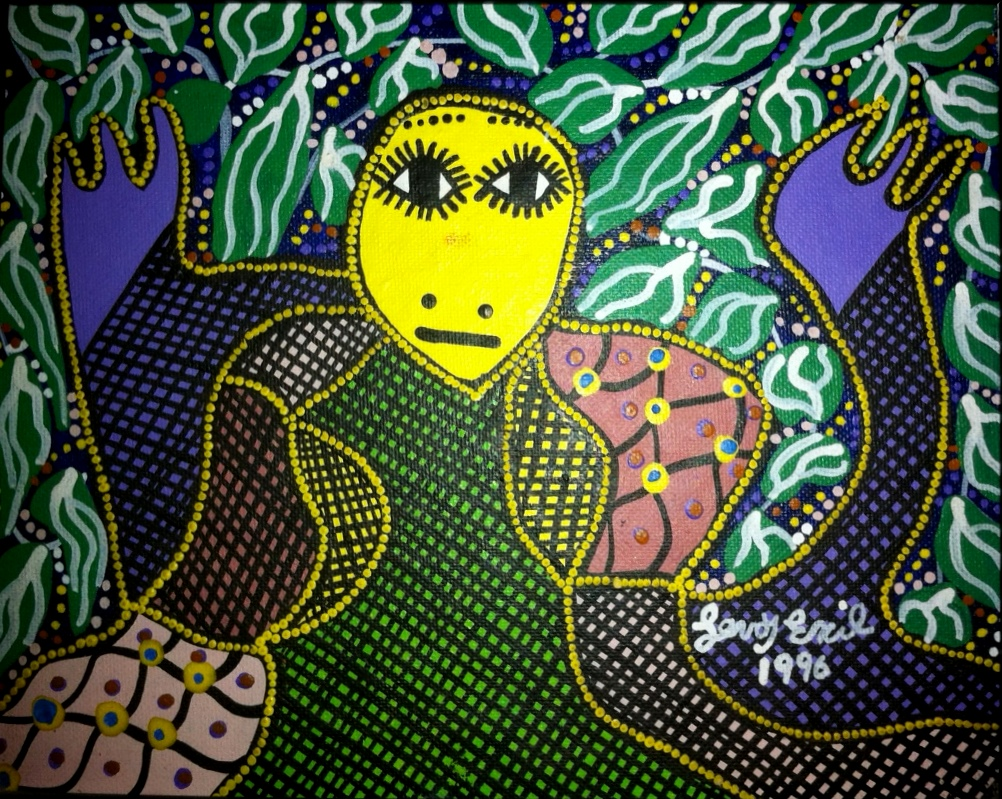
Acrylique de Levoy Exil, 1996.

La peinture haïtienne se caractérise à la fois par ses sources d'inspiration populaires, spirituelles, et par un style original incarné par les artistes naïfs.
L'artisanat haïtien, quant à lui, est riche et varié. Et quelques-uns des objets fabriqués ou quelques-uns des matériaux qu'il utilise sont :
- les objets pailletés ;
- la terre cuite ;
- le papier mâché artisanal.

### Culture vestimentaire
Parmi certains des vêtements représentatifs de la culture vestimentaire haïtienne citons :
- La robe quadrillée, commune à plusieurs pays des Antilles, est appelée « robe Carabela ou Karabela » en Haïti ;
- La jupe se porte avec un chemisier à manches ou à volants, et un accessoire de tête fait dans le même tissu.

### Musiques et danses
La culture haïtienne offre une très grande diversité concernant la danse, et citons par exemple :
- Le compas ;
- le gaye pay ;
- le calinda ;
- le Bamboula.

Également, s'agissant des musiques représentant la culture et les traditions haïtiennes, citons :
- la méringue ;
- le twoubadou ;
- le rara ;
- le rabòday ;
- tandis que le style musical africain, très en vogue, gagne progressivement du terrain.

### Cuisine
- Griot à base de porc ;

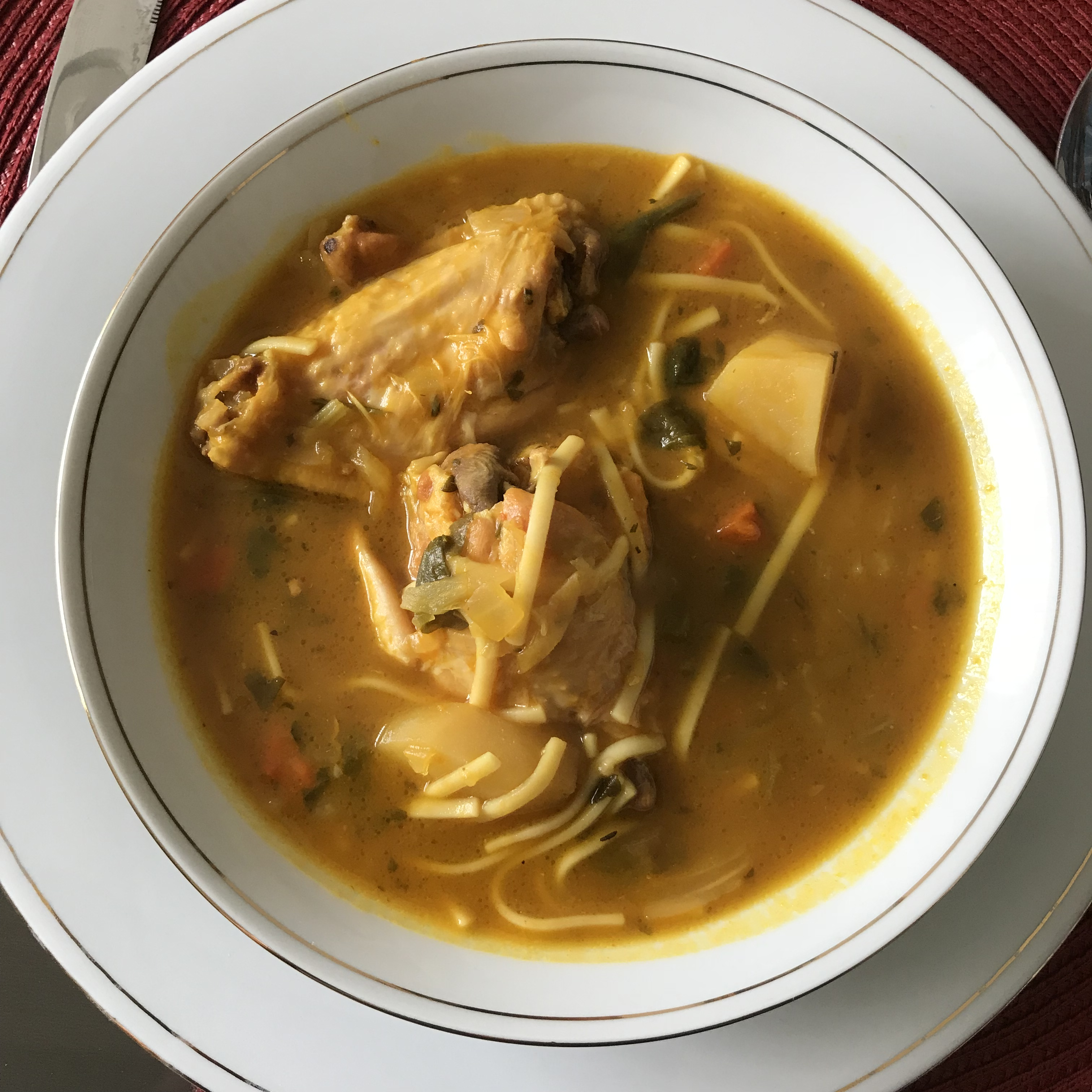
Soupe joumou.

- Soupe joumou à base de Courge, plat national, dégusté lors de la fête nationale, le 1er janvier ;
- Riz Djondjon, champignon dont cette variété ne se retrouve qu'en Haïti ;
- Lalo ;
- Pikliz ;
- Douce Marcos[132]

#### À base de pois
Il existe différentes variétés de pois, ce qui explique la grande diversité des plats qui les utilisent :
- Riz sauce pois ;
- Riz collé.

### Architecture

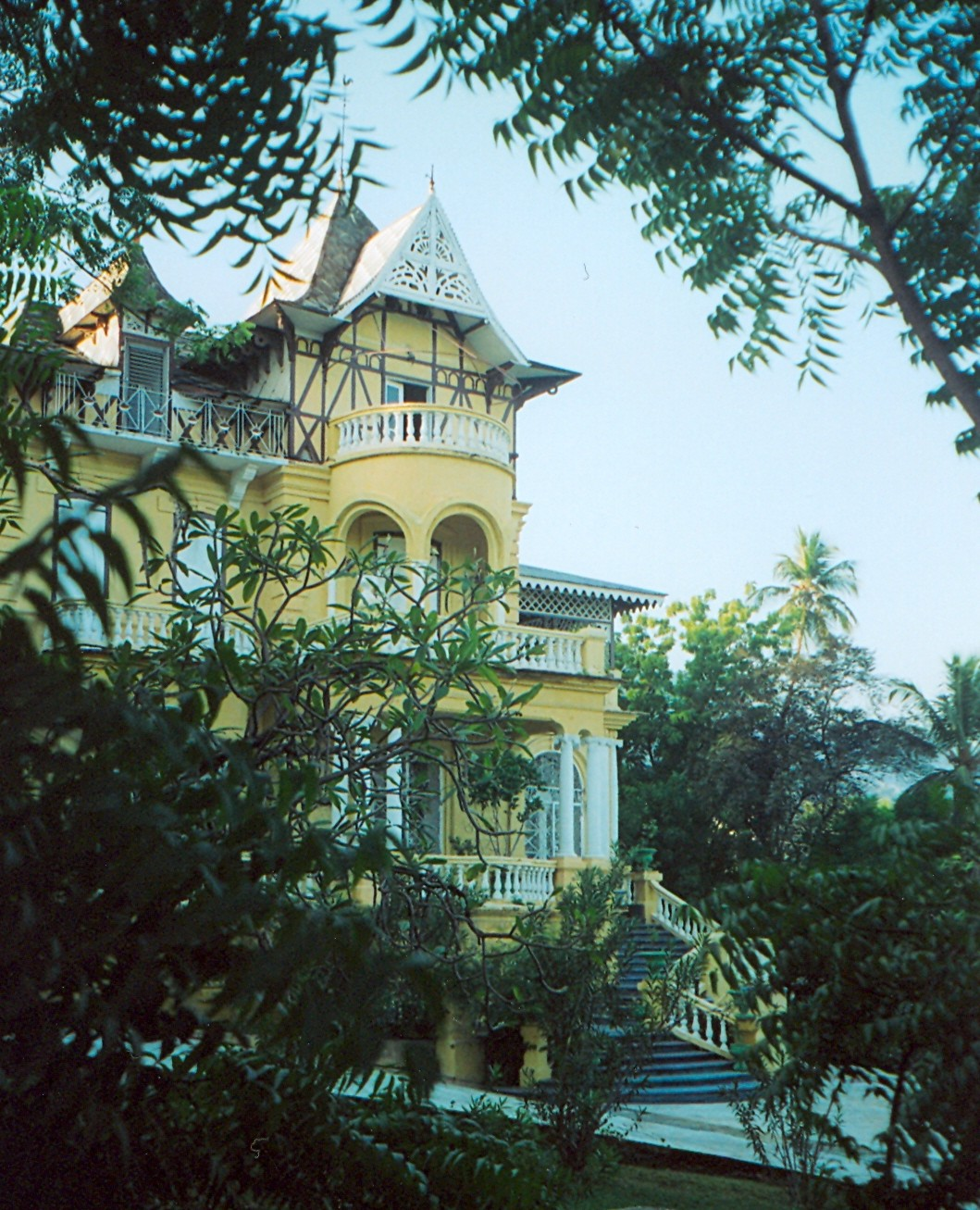
Exemple de maison dans le style gingerbread à Port-au-Prince.

- Style gingerbread, « pain d'épices » en français.